# Список профессоров РАН
Список профессоров Российской академии наук — персональный список профессоров РАН, избранных в 2015—2022 годах. Всего звание когда-либо было присвоено 719 учёным.
Данный список составлен на основе постановлений президиума РАН 2015/2016, 2018 и 2022 годов о присвоении звания «Профессор РАН» для каждого отделения РАН.
Сначала следуют ФИО всех ныне живущих профессоров. Затем в отдельном разделе представлены сведения по каждому из них. В последнем разделе перечислены закончившие жизненный путь носители звания.
У профессоров, избранных в «основной состав» Академии, есть пометки [a] (академик РАН) или [b] (членкор РАН); они поставлены с учётом итогов прошедших в мае 2025 года академических выборов. Осенью состоятся выборы профессоров РАН и список удлинится примерно на сто позиций.

## Поимённый список профессоров РАН
Всего указано 713 профессоров РАН, включая 494 не избранных и 219 избранных в Академию. Согласно букве последней редакции Положения о профессоре РАН, профессорами следует считать только не избранных, но по факту, как правило, у избранных указывается двойное звание «академик (членкор) РАН, профессор РАН».  

### А
1. Абакумов, Евгений Васильевич
2. Аверьянов, Александр Олегович
3. Аветисян, Арутюн Ишханович[a]
4. Адонин, Николай Юрьевич[b]
5. Адонин, Сергей Александрович
6. Акбердина, Виктория Викторовна[b]
7. Акопов, Андраник Сумбатович
8. Аксельрод, Борис Альбертович
9. Александрова, Татьяна Николаевна[b]
10. Алексеева, Елена Вениаминовна
11. Алёшкин, Андрей Владимирович[b]
12. Алмаев, Николай Альбертович
13. Алфёров, Алексей Анатольевич[b]
14. Альмяшева, Оксана Владимировна[b]
15. Андреева, Елена Леонидовна
16. Андреева, Лариса Анатольевна
17. Андриевская, Ирина Анатольевна
18. Аникин, Игорь Валерьевич
19. Антонов, Николай Юрьевич
20. Арбузов, Андрей Борисович
21. Арисов, Михаил Владимирович
22. Аркадьев, Пётр Михайлович
23. Артеменко, Сергей Николаевич
24. Арьков, Владимир Владимирович
25. Аушев, Тагир Абдул-Хамидович[b]
26. Афанасьев, Андрей Александрович[b]
27. Афонцев, Сергей Александрович[b]
28. Ачасов, Михаил Николаевич

### Б
1. Базыкин, Георгий Александрович
2. Баимова, Юлия Айдаровна
3. Баксанский, Олег Евгеньевич
4. Бакулина, Лилия Талгатовна
5. Барабанов, Олег Николаевич
6. Баранов, Антон Дмитриевич
7. Бардин, Борис Сабирович
8. Барлев, Николай Анатольевич
9. Барышев, Михаил Геннадьевич
10. Басова, Тамара Валерьевна
11. Баурова, Наталья Ивановна
12. Бахтизин, Альберт Рауфович[b]
13. Безродных, Сергей Игоревич[a]
14. Беккер, Татьяна Борисовна
15. Беккин, Ренат Ирикович
16. Белеванцев, Андрей Андреевич[b]
17. Белкова, Наталия Викторовна
18. Белов, Павел Александрович
19. Белогуров, Алексей Анатольевич
20. Белотелов, Владимир Игоревич
21. Белоусов, Всеволод Вадимович[b]
22. Бельцевич, Дмитрий Германович
23. Беляева, Ирина Анатольевна
24. Беляева, Ольга Александровна
25. Бердюгин, Кирилл Александрович
26. Бережной, Александр Викторович
27. Березович, Елена Львовна[b]
28. Бешенцев, Андрей Николаевич
29. Бицадзе, Виктория Омаровна
30. Бобров, Алексей Владимирович
31. Бобров, Андрей Викторович
32. Бобровский, Алексей Юрьевич[b]
33. Бобцов, Алексей Алексеевич
34. Богатырёв, Андрей Борисович
35. Богачёв, Сергей Александрович
36. Бойко, Андрей Владиславович[b]
37. Бокач, Надежда Арсеньевна
38. Большаков, Александр Михайлович[b]
39. Бондаренко, Дмитрий Михайлович[b]
40. Бондарко, Михаил Владимирович
41. Бондарко, Николай Александрович
42. Бондарь, Игорь Вечеславович
43. Борисов, Виталий Борисович
44. Борисов, Денис Иванович
45. Боровик, Александр Николаевич[b]
46. Боровков, Всеволод Игоревич
47. Бородин, Пётр Анатольевич
48. Борычев, Сергей Николаевич
49. Бояринцев, Валерий Владимирович
50. Брагута, Виктор Валериевич
51. Братская, Светлана Юрьевна[b]
52. Брылев, Константин Александрович
53. Брыляков, Константин Петрович
54. Брюханов, Александр Юрьевич[a]
55. Буздин, Антон Александрович
56. Булатов, Андрей Васильевич
57. Бурлак, Светлана Анатольевна
58. Бурмистров, Игорь Сергеевич
59. Буфетов, Александр Игоревич
60. Быковская, Наталья Валерьевна
61. Бычков, Андрей Юрьевич

### В
1. Вайнштейн, Илья Александрович
2. Василевский, Юрий Викторович[b]
3. Васильев, Андрей Викторович
4. Васин, Андрей Владимирович
5. Вафин, Рамиль Ришадович
6. Вацадзе, Сергей Зурабович
7. Вдовин, Евгений Петрович
8. Векслер, Михаил Исаакович
9. Вербицкий, Егор Владимирович
10. Веселкин, Денис Васильевич
11. Веселовский, Роман Витальевич
12. Вибе, Дмитрий Зигфридович
13. Визильтер, Юрий Валентинович
14. Вилков, Евгений Александрович
15. Винник, Денис Александрович
16. Винокуров, Евгений Юрьевич
17. Винярская, Ирина Валериевна
18. Виткина, Татьяна Исааковна
19. Вишнева, Елена Александровна
20. Водолазов, Денис Юрьевич
21. Войтоловский, Фёдор Генрихович[b]
22. Волков, Алексей Владимирович
23. Волкова, Наталья Александровна
24. Володин, Евгений Михайлович
25. Волчо, Константин Петрович
26. Вольф, Марина Николаевна
27. Воронцов, Александр Валерьевич
28. Воронцов, Константин Вячеславович
29. Воскресенский, Леонид Геннадьевич
30. Всемирнов, Максим Александрович[b]
31. Вшивкова, Ольга Владимировна

### Г
1. Гайфуллин, Александр Александрович[b]
2. Галагудза, Михаил Михайлович[b]
3. Галажинский, Антон Владимирович
4. Галлямов, Марат Олегович
5. Галстян, Арам Генрихович[a]
6. Галяев, Андрей Алексеевич[b]
7. Гаранжа, Владимир Анатольевич
8. Гармаев, Ендон Жамьянович[a]
9. Гармаш, Алексей Юрьевич
10. Гвозденко, Татьяна Александровна
11. Георгиевский, Дмитрий Владимирович[b]
12. Гильмундинов, Вадим Манавирович
13. Гимон, Тимофей Валентинович
14. Гинс, Мурат Сабирович[b]
15. Гирш, Эдуард Алексеевич
16. Гладкочуб, Дмитрий Петрович[b]
17. Глазов, Михаил Михайлович[b]
18. Глинских, Вячеслав Николаевич[b]
19. Глинушкин, Алексей Павлович[a]
20. Гнеденков, Андрей Сергеевич
21. Говоров, Александр Викторович
22. Головацкая, Евгения Александровна
23. Головин, Сергей Валерьевич
24. Головнин, Антон Клеменсович
25. Голохваст, Кирилл Сергеевич[c]
26. Голуб, Леонид Евгеньевич
27. Голубков, Андрей Васильевич
28. Гонгальский, Константин Брониславович
29. Горбунов, Дмитрий Сергеевич[b]
30. Горбунова, Юлия Германовна[a]
31. Горный, Игорь Викторович
32. Горобей, Ирина Михайловна
33. Горобец, Андрей Владимирович
34. Горчинский, Сергей Олегович[b]
35. Гражданкин, Дмитрий Владимирович
36. Грачёв, Алексей Николаевич
37. Гребенникова, Татьяна Владимировна[b]
38. Гречко, Андрей Вячеславович[a]
39. Григоренко, Леонид Валентинович[b]
40. Григорьев, Евгений Валерьевич[b]
41. Гринцер, Николай Павлович[b]
42. Грицун, Андрей Сергеевич
43. Громыко, Алексей Анатольевич[b]
44. Груздева, Ольга Викторовна
45. Губко, Михаил Владимирович
46. Гудков, Сергей Владимирович
47. Гуревич, Константин Георгиевич
48. Гурина, Ольга Ивановна[b]
49. Гуртовенко, Андрей Алексеевич
50. Гуща, Артём Олегович
51. Гущина, Дарья Юрьевна

### Д
1. Данилко, Елена Сергеевна
2. Даренская, Марина Александровна
3. Дашкова, Ирина Рудольфовна
4. Дворкович, Александр Викторович[b]
5. Девятов, Эдуард Валентинович
6. Дегтярёва, Мария Григорьевна
7. Дедова, Эльвира Батыревна
8. Демидюк, Илья Валерьевич
9. Дергачёва, Елена Александровна
10. Десницкий, Андрей Сергеевич
11. Джуваляков, Павел Георгиевич
12. Диденкулова, Ирина Игоревна
13. Дильман, Александр Давидович[b]
14. Дмитриев, Александр Валентинович
15. Долгушин, Михаил Борисович
16. Дорохов, Алексей Семёнович[a]
17. Досколович, Леонид Леонидович
18. Дубина, Елена Викторовна
19. Дубовик, Дмитрий Вячеславович
20. Дубцов, Евгений Сергеевич
21. Дулин, Владимир Михайлович
22. Дускаев, Галимжан Калиханович
23. Дыбцев, Данил Николаевич
24. Дынников, Иван Алексеевич
25. Дьяконов, Александр Геннадьевич
26. Дьяконов, Владимир Анатольевич
27. Дьяконова, Варвара Евгеньевна
28. Дюйзен, Инесса Валерьевна[b]

### Е-Ж
1. Егорова, Татьяна Анатольевна
2. Елисеев, Алексей Викторович
3. Емельяненко, Александр Вячеславович
4. Емельянов, Сергей Владимирович
5. Ерёменко, Виталий Андреевич
6. Ерёмин, Виктор Геннадиевич
7. Ерёмин, Николай Николаевич[b]
8. Ермолов, Иван Леонидович[b]
9. Есаулко, Александр Николаевич

1. Жарков, Дмитрий Олегович[a]
2. Жевора, Сергей Валентинович[b]
3. Жижин, Константин Юрьевич[b]
4. Жукова, Людмила Григорьевна[b]
5. Журавлёва, Екатерина Васильевна

### З
1. Завьялов, Пётр Олегович[b]
2. Загайнова, Елена Вадимовна[b]
3. Загребин, Алексей Егорович
4. Зайцев, Илья Владимирович
5. Закиров, Эрнест Сумбатович
6. Запорожец, Дмитрий Николаевич[b]
7. Зароченцева, Нина Викторовна
8. Захарова, Наталья Евгеньевна
9. Згода, Виктор Гаврилович
10. Зегжда, Дмитрий Петрович[b]
11. Зедгенизов, Дмитрий Александрович
12. Зиганшин, Булат Гусманович
13. Зилфикаров, Ифрат Назимович
14. Золотухин, Игорь Анатольевич
15. Зубарев, Николай Михайлович[b]
16. Зыков, Кирилл Алексеевич[b]
17. Зырянов, Григорий Васильевич
18. Зюзьков, Глеб Николаевич

### И
1. Иванов, Алексей Викторович
2. Иванов, Алексей Иванович[b]
3. Иванов, Владимир Константинович[a]
4. Иванов, Дмитрий Владимирович[b]
5. Иванов, Сергей Анатольевич[b]
6. Иванова, Мария Ивановна
7. Иванова, Ольга Валерьевна
8. Иванчик, Александр Владимирович[b]
9. Иващенко, Андрей Александрович
10. Игнатко, Ирина Владимировна[b]
11. Измоденов, Владислав Валерьевич
12. Ильина, Елена Николаевна[b]
13. Имянитов, Евгений Наумович[b]
14. Индрупский, Илья Михайлович

### К
1. Кабир, Людмила Сергеевна
2. Каблуков, Сергей Иванович
3. Казаков, Александр Леонидович
4. Казаковская, Виктория Виладиевна
5. Казанин, Олег Иванович
6. Калачёв, Алексей Алексеевич[b]
7. Калашев, Олег Евгеньевич
8. Калашников, Виктор Юрьевич[b]
9. Каледин, Дмитрий Борисович
10. Калимуллин, Искандер Шагитович
11. Калинина, Мария Александровна
12. Калмыков, Степан Николаевич[a]
13. Калуев, Алан Валерьевич
14. Капинус, Оксана Сергеевна
15. Карлов, Геннадий Ильич[a]
16. Карлов, Сергей Сергеевич
17. Карпов, Евгений Викторович[b]
18. Карташов, Ярослав Вячеславович
19. Карчевский, Андрей Леонидович
20. Касавина, Надежда Александровна[b]
21. Катанин, Андрей Александрович
22. Квочко, Андрей Николаевич
23. Ким, Эдуард Феликсович
24. Кирдяшкин, Алексей Анатольевич
25. Кирш, Василий Александрович
26. Кискин, Михаил Александрович
27. Кицул, Игорь Сергеевич
28. Клейн, Светлана Владиславовна
29. Климонтов, Вадим Валерьевич
30. Клинков, Сергей Владимирович[b]
31. Клыков, Алексей Григорьевич[a]
32. Кобякова, Ольга Сергеевна[b]
33. Ковалёв, Юрий Юрьевич[b]
34. Ковалевский, Евгений Вильевич
35. Ковтанюк, Лариса Валентиновна[b]
36. Козаченко, Андрей Владимирович
37. Козлов, Денис Владимирович
38. Козлова, Екатерина Александровна
39. Козырев, Сергей Владимирович
40. Колбасов, Денис Владимирович
41. Колесников, Андрей Викторович[b]
42. Колесников, Игорь Владимирович[b]
43. Колесников, Павел Сергеевич
44. Колик, Лариса Геннадьевна
45. Колобова, Ксения Анатольевна
46. Колсанов, Александр Владимирович[b]
47. Колубаев, Евгений Александрович
48. Комаров, Александр Анатольевич[b]
49. Комарова, Екатерина Фёдоровна
50. Комлев, Владимир Сергеевич[b]
51. Конарев, Дмитрий Валентинович
52. Кондратова, Наталья Владимировна
53. Коновалов, Игорь Борисович
54. Конради, Александра Олеговна[a]
55. Коржевский, Дмитрий Эдуардович
56. Корлюков, Александр Александрович
57. Кормилец, Олеся Николаевна
58. Корнев, Андрей Алексеевич
59. Коробко, Игорь Викторович
60. Коробов, Дмитрий Сергеевич
61. Коровников, Игорь Валентинович
62. Королёв, Максим Александрович[b]
63. Корсаков, Андрей Викторович
64. Косовский, Глеб Юрьевич[b]
65. Костин, Андрей Александрович[b]
66. Костюков, Игорь Юрьевич[b]
67. Косьянчук, Владислав Викторович
68. Котов, Алексей Алексеевич[b]
69. Кофиади, Илья Андреевич[b]
70. Кочетов, Алексей Владимирович[a]
71. Кощаев, Андрей Георгиевич[a]
72. Крамаренко, Елена Юльевна
73. Краснов, Алексей Николаевич
74. Краснянский, Михаил Николаевич
75. Кривилёв, Александр Владимирович
76. Кривовичев, Сергей Владимирович[a]
77. Кривошапкин, Андрей Иннокентьевич[b]
78. Кривцов, Антон-Иржи Мирославович[b]
79. Кротов, Денис Станиславович
80. Кудрявцев, Ярослав Викторович
81. Кудрявцева, Елена Александровна
82. Кузнецов, Александр Геннадьевич[b]
83. Кузнецов, Алексей Николаевич[b]
84. Кузнецов, Максим Робертович
85. Кузнецова, Ирен Евгеньевна
86. Кузнецова, Ольга Владимировна
87. Кузьмин, Лев Викторович
88. Кулаков, Иван Юрьевич[b]
89. Кулешов, Сергей Викторович
90. Кулик, Леонид Викторович
91. Кулик, Леонид Викторович
92. Куличенко, Татьяна Владимировна
93. Кулов, Аслан Ростиславович
94. Кульбачинский, Андрей Владимирович[b]
95. Купраш, Дмитрий Владимирович[b]
96. Куркин, Андрей Александрович
97. Кустова, Елена Владимировна
98. Кучменко, Татьяна Анатольевна
99. Кюрегян, Карен Каренович

### Л
1. Лагарькова, Мария Андреевна[b]
2. Лагунин, Алексей Александрович
3. Лазарева, Галина Геннадьевна[b]
4. Лаптев, Дмитрий Никитич
5. Лахман, Олег Леонидович
6. Лебедев, Дмитрий Сергеевич
7. Лебедев, Игорь Николаевич[b]
8. Левченко, Олег Валерьевич
9. Левыкин, Сергей Вячеславович
10. Лексютина, Яна Валерьевна
11. Летникова, Елена Феликсовна
12. Ли, Роман Николаевич
13. Либанов, Максим Валентинович[b]
14. Липкин, Михаил Аркадьевич[b]
15. Лисовенко, Дмитрий Сергеевич[b]
16. Литасов, Константин Дмитриевич
17. Литвак, Максим Леонидович[b]
18. Литвяков, Николай Васильевич
19. Логашенко, Иван Борисович[b]
20. Логинов, Евгений Леонидович
21. Ломанов, Александр Владимирович
22. Ломиворотов, Владимир Владимирович[b]
23. Лотов, Константин Владимирович
24. Лохов, Пётр Генриевич
25. Лохтин, Игорь Петрович
26. Лукашев, Александр Николаевич[b]
27. Лукин, Павел Владимирович
28. Лукоянов, Николай Юрьевич[a]
29. Лукьянов, Константин Анатольевич[b]
30. Лукьянов, Сергей Александрович
31. Лункин, Роман Николаевич
32. Лутовинов, Александр Анатольевич[b]
33. Лушников, Павел Михайлович
34. Лысенко, Константин Александрович
35. Люлин, Сергей Владимирович[b]
36. Люстров, Михаил Юрьевич

### М
1. Магомедова, Диана Султановна
2. Мажуга, Александр Георгиевич
3. Майоров, Александр Евгеньевич
4. Макаров, Александр Сергеевич
5. Макаров, Дмитрий Игоревич
6. Максимов, Антон Львович[a]
7. Малышев, Алексей Юрьевич
8. Мальцев, Андрей Яковлевич
9. Мальчевский, Владимир Алексеевич
10. Малюкова, Людмила Степановна
11. Малютин, Андрей Валерьевич
12. Мамаев, Иван Сергеевич
13. Мантуров, Василий Олегович
14. Марданов, Андрей Владимирович
15. Марков, Александр Владимирович
16. Мартиросян, Владимир Викторович
17. Мартынов, Александр Германович[b]
18. Мартьянов, Олег Николаевич[b]
19. Марченко, Вячеслав Вячеславович[b]
20. Марченко, Михаил Александрович
21. Марчук, Игорь Владимирович
22. Маслова, Влада Вячеславовна[b]
23. Матафонова, Галина Георгиевна
24. Мацкеплишвили, Симон Теймуразович[a]
25. Машенцева, Наталья Геннадьевна
26. Маянский, Николай Андреевич
27. Медведский, Александр Леонидович
28. Меняйло, Олег Владимирович
29. Мерзликин, Александр Михайлович[b]
30. Метелкин, Дмитрий Васильевич[b]
31. Мещеряков, Роман Валерьевич
32. Мизюк, Роман Владимирович[b]
33. Микляев, Пётр Сергеевич
34. Минина, Марина Геннадьевна
35. Миронов, Андрей Евгеньевич[b]
36. Миронов, Владимир Витальевич
37. Мирошников, Сергей Александрович[b]
38. Михайлов, Роман Валерьевич
39. Михайлушкин, Павел Валерьевич
40. Мовсесян, Рубен Рудольфович[b]
41. Моисеев, Антон Кириллович
42. Моисеев, Тихон Евгеньевич[b]
43. Мокрышева, Наталья Георгиевна[a]
44. Монахос, Сократ Григорьевич
45. Моргунов, Роман Борисович
46. Москалёв, Алексей Александрович[b]
47. Московский, Максим Николаевич
48. Мошковский, Сергей Александрович
49. Мудунов, Али Мурадович
50. Мусаев, Эльмар Расимович[b]
51. Мучной, Николай Юрьевич

### Н
1. Надежкин, Сергей Михайлович
2. Назаренко, Антон Герасимович[b]
3. Назаров, Виктор Борисович
4. Назолин, Андрей Леонидович
5. Найден, Светлана Николаевна
6. Найденко, Сергей Валериевич[b]
7. Насибулин, Альберт Галийевич
8. Наугольных, Сергей Владимирович
9. Наумов, Андрей Витальевич[b]
10. Наумов, Игорь Владимирович
11. Неверов, Владимир Николаевич
12. Негребецкий, Вадим Витальевич
13. Некрасов, Игорь Александрович[b]
14. Некрасов, Никита Александрович
15. Некрасов, Роман Владимирович
16. Ненайденко, Валентин Георгиевич[b]
17. Нестик, Тимофей Александрович
18. Нехаев, Игорь Владимирович
19. Нечаев, Михаил Сергеевич
20. Нигматулин, Тагир Робертович
21. Нигматулина-Мащицкая, Карима Робертовна
22. Нижников, Антон Александрович
23. Никитин, Андрей Владимирович
24. Никифоров, Анатолий Викторович
25. Николаев, Николай Станиславович
26. Новенко, Елена Юрьевна
27. Новиков, Андрей Евгеньевич[b]
28. Новиков, Дмитрий Игоревич
29. Новосёлова, Алёна Владимировна
30. Носов, Дмитрий Александрович
31. Носов, Михаил Александрович
32. Нуркова, Вероника Валерьевна
33. Нырцов, Максим Валерьевич

### О
1. Оганов, Артём Ромаевич
2. Огородов, Станислав Анатольевич
3. Орлов, Юрий Львович
4. Оселедец, Иван Валерьевич
5. Осипов, Андреян Николаевич
6. Осипов, Денис Васильевич

### П
1. Павлова, Галина Валериевна
2. Падучих, Дмитрий Викторович
3. Палеев, Филипп Николаевич[b]
4. Пальцева, Екатерина Михайловна
5. Панин, Сергей Викторович[b]
6. Панов, Алексей Валерьевич
7. Пантелеев, Михаил Александрович[b]
8. Панченко, Александр Александрович
9. Пархаев, Павел Юрьевич
10. Пахомов, Максим Александрович
11. Пашков, Константин Анатольевич
12. Пеков, Игорь Викторович[b]
13. Перунова, Наталья Борисовна
14. Перцов, Сергей Сергеевич[b]
15. Песков, Николай Юрьевич
16. Петриков, Сергей Сергеевич[a]
17. Печень, Александр Николаевич
18. Пименов, Николай Васильевич
19. Пинегина, Татьяна Константиновна
20. Пискунов, Александр Владимирович[b]
21. Племяшов, Кирилл Владимирович[b]
22. Плехов, Олег Анатольевич[b]
23. Плечов, Павел Юрьевич
24. Плоскирева, Антонина Александровна
25. Плотников, Егор Юрьевич
26. Поддельский, Андрей Игоревич
27. Поддубный, Александр Никитич
28. Позябин, Сергей Владимирович[b]
29. Полилов, Алексей Алексеевич[b]
30. Полонский, Вадим Владимирович[b]
31. Полоцкий, Алексей Александрович
32. Полухин, Андрей Александрович
33. Поляков, Александр Владимирович[b]
34. Поляков, Андрей Владимирович
35. Полякова, Виктория Олеговна
36. Попа, Александр Валентинович
37. Попков, Дмитрий Арнольдович
38. Попов, Даниил Викторович
39. Попов, Дмитрий Александрович
40. Попов, Сергей Борисович
41. Попугаев, Константин Александрович[b]
42. Потёмкин, Игорь Иванович
43. Просеков, Александр Юрьевич[a]
44. Проскурнин, Михаил Алексеевич
45. Протасов, Владимир Юрьевич[b]
46. Прохоров, Михаил Дмитриевич
47. Прянишников, Александр Иванович[b]
48. Пушкарёв, Александр Борисович
49. Пущина, Евгения Владиславовна
50. Пширков, Максим Сергеевич
51. Пышный, Дмитрий Владимирович[b]
52. Пятаков, Александр Павлович
53. Пяткин, Артём Валерьевич

### Р
1. Рагино, Юлия Игоревна[b]
2. Радченко, Ольга Аркадьевна[b]
3. Рамазанов, Ильфир Рифович
4. Рачина, Светлана Александровна
5. Ребриков, Денис Владимирович
6. Репина, Ирина Анатольевна
7. Реутский, Вадим Николаевич
8. Решмин, Сергей Александрович[b]
9. Рогов, Михаил Алексеевич
10. Родина, Анна Валерьевна
11. Романенков, Владимир Аркадьевич
12. Ронжин, Андрей Леонидович
13. Ростовцев, Роман Анатольевич[b]
14. Рубина, Ксения Андреевна
15. Рубцов, Алексей Николаевич
16. Рубцов, Григорий Игоревич[b]
17. Румянцев, Сергей Александрович[b]
18. Рыбаков, Евгений Геннадиевич
19. Рыбникова, Елена Александровна
20. Рыжкова, Дарья Викторовна
21. Рыжова, Наталья Петровна
22. Рыхтик, Михаил Иванович
23. Рычкова, Любовь Владимировна[b]
24. Рябов, Виктор Германович

### С
1. Савинов, Дмитрий Михайлович
2. Садовничий, Дмитрий Николаевич[b]
3. Сажин, Александр Вячеславович[b]
4. Сазонов, Сергей Юрьевич
5. Салеева, Ирина Павловна[b]
6. Самойлов, Александр Сергеевич[b]
7. Самочёрных, Константин Александрович
8. Самсонов, Сергей Викторович
9. Санникова, Лариса Владимировна
10. Сапронова, Марина Анатольевна
11. Сафонов, Олег Геннадьевич
12. Сачков, Михаил Евгеньевич
13. Свистунов, Андрей Алексеевич[b]
14. Свитич, Оксана Анатольевна[a]
15. Селионова, Марина Ивановна
16. Сельвесюк, Николай Иванович
17. Семёнов, Владимир Анатольевич[a]
18. Серба, Елена Михайловна[b]
19. Сергеев, Виталий Владимирович[b]
20. Сергиев, Пётр Владимирович[b]
21. Сибирёв, Алексей Викторович[b]
22. Сигалева, Елена Эдуардовна
23. Сидоров, Денис Николаевич
24. Синдеев, Алексей Александрович
25. Синеокая, Юлия Вадимовна[b]
26. Синицын, Сергей Андреевич
27. Скалыга, Вадим Александрович
28. Скатова, Александра Анатольевна
29. Сложенкина, Марина Ивановна[b]
30. Слюняев, Алексей Викторович[b]
31. Смирнов, Дмитрий Алексеевич
32. Собисевич, Алексей Леонидович[b]
33. Соболевский, Андрей Николаевич
34. Соколов, Дмитрий Дмитриевич[b]
35. Соколов, Максим Наильевич
36. Соколова, Ольга Сергеевна
37. Соколовский, Григорий Семёнович
38. Солдатенко, Алексей Васильевич[a]
39. Соловьёв, Александр Александрович
40. Соловьёв, Алексей Викторович
41. Соловьёв, Анатолий Александрович[b]
42. Соловьёв, Кирилл Андреевич
43. Староверов, Сергей Александрович
44. Старцева, Жанна Александровна
45. Стеблов, Григорий Михайлович
46. Стенина, Ирина Александровна
47. Степанов, Родион Александрович
48. Степанова, Екатерина Андреевна
49. Степанова, Инна Эдуардовна
50. Стефанов, Юрий Павлович
51. Стефанович, Пётр Сергеевич
52. Столбов, Михаил Иосифович
53. Стрельцов, Сергей Владимирович[b]
54. Строкова, Валерия Валерьевна
55. Строкова, Татьяна Викторовна
56. Сулейманов, Эльхан Абдуллаевич
57. Супонева, Наталья Александровна[b]
58. Суровцев, Николай Владимирович[b]
59. Сыпало, Кирилл Иванович[b]
60. Сычёв, Дмитрий Алексеевич[a]

### Т
1. Тамразова, Ольга Борисовна
2. Тараканов, Роман Юрьевич
3. Таран, Оксана Павловна
4. Тарасенко, Сергей Анатольевич[b]
5. Татевосов, Сергей Георгиевич
6. Тевяшова, Анна Николаевна
7. Телегина, Жанна Анатольевна
8. Темерева, Елена Николаевна
9. Терентьев, Александр Олегович[a]
10. Терехов, Владимир Викторович
11. Терещенко, Олег Евгеньевич
12. Тихомиров, Дмитрий Анатольевич[b]
13. Тихоцкий, Сергей Андреевич[a]
14. Токарев, Юрий Сергеевич
15. Толбин, Александр Юрьевич
16. Торская, Елена Владимировна
17. Торубаев, Юрий Валентинович
18. Трахинин, Юрий Леонидович[b]
19. Трифонов, Владимир Александрович
20. Троицкий, Сергей Вадимович[b]
21. Трофимов, Александр Борисович
22. Трофимов, Дмитрий Юрьевич[b]
23. Трошина, Екатерина Анатольевна[b]
24. Туктаров, Айрат Рамилевич
25. Тулупов, Андрей Александрович[b]
26. Турлапов, Андрей Вадимович[b]
27. Тюрин, Николай Андреевич
28. Тютюма, Наталья Владимировна[b]

### У-Х
1. Удут, Елена Владимировна
2. Упадышев, Михаил Тарьевич[b]
3. Усачёв, Андрей Сергеевич
4. Успенский, Фёдор Борисович[b]
5. Устинов, Алексей Владимирович

1. Фадеев, Валентин Викторович[b]
2. Феденко, Александр Александрович[b]
3. Федин, Матвей Владимирович[b]
4. Фёдоров, Алексей Юрьевич[b]
5. Федотова, Надежда Николаевна
6. Федулова, Лилия Вячеславовна
7. Федяева, Оксана Николаевна
8. Федянин, Андрей Анатольевич[b]
9. Фишман, Леонид Гершевич
10. Фомин, Дмитрий Кириллович
11. Фукин, Георгий Константинович

1. Хаванова, Ольга Владимировна
2. Ханов, Нартмир Владимирович
3. Харитонов, Дмитрий Владимирович
4. Хачай, Михаил Юрьевич[b]
5. Хейфец, Виктор Лазаревич
6. Хлебников, Михаил Владимирович
7. Хлесткина, Елена Константиновна[b]
8. Хоробрых, Татьяна Витальевна
9. Хренова, Мария Григорьевна
10. Христофоров, Игорь Анатольевич
11. Хромых, Сергей Владимирович
12. Хрусталёв, Виктор Николаевич

### Ч
1. Чарчян, Эдуард Рафаэлович[b]
2. Чекменёв, Эдуард Юрьевич
3. Черкасов, Сергей Викторович[a]
4. Черникова, Елена Вячеславовна
5. Чернов, Андрей Александрович
6. Черногор, Николай Николаевич
7. Черных, Александр Васильевич[b]
8. Чернышев, Виктор Михайлович
9. Чернышова, Алёна Леонидовна
10. Чимитдоржиев, Тумэн Намжилович
11. Чудаков, Дмитрий Михайлович[b]
12. Чукичева, Ирина Юрьевна
13. Чурин, Алексей Александрович
14. Чуркин, Дмитрий Владимирович
15. Чучева, Галина Викторовна

### Ш-Щ
1. Шадрина, Жанна Александровна
2. Шайтан, Алексей Константинович[b]
3. Шамсутдинов, Нариман Зебриевич
4. Шапиро, Николай Михайлович
5. Шапкин, Михаил Михайлович
6. Шаробаро, Валентин Ильич
7. Шарова, Наталья Юрьевна
8. Шацкий, Антон Фарисович[b]
9. Шевченко, Алексей Олегович[b]
10. Шейнерман, Александр Григорьевич
11. Шенкарёв, Захар Олегович
12. Шестаков, Олег Владимирович
13. Шидловский, Юлий Валерьевич
14. Шилов, Илья Александрович
15. Широв, Александр Александрович[b]
16. Широков, Максим Евгеньевич
17. Ширяев, Андрей Альбертович
18. Ширяев, Олег Борисович
19. Шишаев, Максим Геннадьевич
20. Шишацкая, Екатерина Игоревна
21. Шишленин, Максим Александрович
22. Шкредов, Илья Дмитриевич[b]
23. Шмаков, Роман Георгиевич
24. Шматков, Антон Михайлович
25. Шурыгина, Ирина Александровна

1. Щекотихин, Андрей Егорович
2. Щербина, Анна Юрьевна

### Ю-Я
1. Юрков, Глеб Юрьевич
2. Юров, Иван Юрьевич[b]

1. Яковлев, Виктор Борисович
2. Янбых, Рената Геннадьевна[b]
3. Ярашева, Азиза Викторовна
4. Яркова, Милада Альнордовна
5. Ярмолинская, Мария Игоревна
6. Яхваров, Дмитрий Григорьевич[b]

## Сведения об обладателях звания
| №   | Фамилия, Имя Отчество                   | Дата рождения    | Дата присвоения звания | Отделение        | Учёная степень | Учреждение                                                                                              | КС |
| --- | --------------------------------------- | ---------------- | ---------------------- | ---------------- | -------------- | --- | -- |
| 1   | Абакумов, Евгений Васильевич            | 30 октября 1978  | 24 апреля 2018         | ОСХН             | д. б. н.       | СПбГУ                                                                                                   |    |
| 2   | Аверьянов, Александр Олегович           | 4 октября 1965   | 19 января 2016         | ОБН              | д. б. н.       | ЗИН РАН                                                                                                 |    |
| 3   | Аветисян, Арутюн Ишханович*ак           | 19 марта 1971    | 19 января 2016         | ОМН              | д. ф.-м. н.    | ИСП РАН                                                                                                 |    |
| 4   | Адонин, Николай Юрьевич*чл-к            | 21 мая 1968      | 9 февраля 2016         | ОХНМ             | д. х. н.       | ИрИХ СО РАН                                                                                             |    |
| 5   | Адонин, Сергей Александрович            | 3 июля 1987      | 12 апреля 2022         | ОХНМ             | д. х. н.       | ИНХ СО РАН                                                                                              |    |
| 6   | Акбердина, Виктория Викторовна*чл-к     | 27 февраля 1978  | 22 декабря 2015        | ООН              | д. э. н.       | ИЭ УрО РАН                                                                                              |    |
| 7   | Акопов, Андраник Сумбатович             | 24 сентября 1974 | 12 апреля 2022         | ООН              | д. т. н.       | ЦЭМИ РАН                                                                                                |    |
| 8   | Аксельрод, Борис Альбертович            | 6 февраля 1972   | 26 апреля 2022         | ОМедН            | д. м. н.       | РНЦХ им. Петровского                                                                                    |    |
| 9   | Александрова, Татьяна Николаевна*чл-к   | 18 июля 1966     | 29 декабря 2015        | ОНЗ              | д. т. н.       | Горный университет                                                                                      |    |
| 10  | Алексеева, Елена Вениаминовна           | 14 июня 1967     | 16 января 2016         | ОИФН             | д. и. н.       | ИИА УрО РАН                                                                                             |    |
| 11  | Алёшкин, Андрей Владимирович*чл-к       | 22 августа 1972  | 24 апреля 2018         | ОМедН            | д. б. н.       | МНИИЭМ                                                                                                  |    |
| 12  | Алмаев, Николай Альбертович             | 17 июля 1966     | 22 декабря 2015        | ООН              | д. психол. н.  | ИП РАН                                                                                                  |    |
| 13  | Алфёров, Алексей Анатольевич*чл-к       | 3 ноября 1972    | 12 апреля 2022         | ОСХН             | д. б. н.       | аппарат Президиума РАН                                                                                  | +  |
| 14  | Альмяшева, Оксана Владимировна*чл-к     | 5 декабря 1974   | 12 апреля 2022         | ОХНМ             | д. х. н.       | СПбГЭТУ «ЛЭТИ»                                                                                          |    |
| 15  | Андреева, Елена Леонидовна              | 19 мая 1970      | 22 декабря 2015        | ООН              | д. э. н.       | ИЭ УрО РАН                                                                                              |    |
| 16  | Андреева, Лариса Анатольевна            | 25 ноября 1969   | 22 декабря 2015        | ОГПМО            | д. филос. н.   | ИАф РАН                                                                                                 |    |
| 17  | Андриевская, Ирина Анатольевна          | 25 февраля 1972  | 19 января 2016         | ОМедН            | д. б. н.       | ДНЦ ФПД                                                                                                 |    |
| 18  | Аникин, Игорь Валерьевич                | 5 июля 1968      | 24 апреля 2018         | ОФН              | д. ф.-м. н.    | ОИЯИ |    |
| 19  | Антонов, Николай Юрьевич                | 23 января 1972   | 24 апреля 2018         | ОМН              | д. ф.-м. н.    | ИММ УрО РАН                                                                                             |    |
| 20  | Арбузов, Андрей Борисович               | 30 июня 1967     | 9 февраля 2016         | ОФН              | д. ф.-м. н.    | ОИЯИ |    |
| 21  | Арисов, Михаил Владимирович             | 3 марта 1977     | 24 апреля 2018         | ОСХН             | д. в. н.       | ФНЦ ВИЭВ РАН                                                                                            |    |
| 22  | Аркадьев, Пётр Михайлович               | 1982             | 12 апреля 2022         | ОИФН             | д. фил. н.     | ИСл РАН                                                                                                 |    |
| 23  | Артеменко, Сергей Николаевич            | 10 июня 1979     | 26 апреля 2022         | ОМедН            | д. м. н.       | ФИЦ фундаментальной и трансляционной медицины                                                           |    |
| 24  | Арьков, Владимир Владимирович           | 19 сентября 1974 | 19 января 2016         | ОМедН            | д. м. н.       | МНПЦ им. Спасокукоцкого                                                                                 |    |
| 25  | Аушев, Тагир Абдул-Хамидович*чл-к       | 3 марта 1976     | 9 февраля 2016         | ОФН              | д. ф.-м. н.    | МФТИ |    |
| 26  | Афанасьев, Андрей Александрович*чл-к    | 7 марта 1984     | 26 апреля 2022         | ОЭММПУ           | д. ф.-м. н.    | МГУ |    |
| 27  | Афонцев, Сергей Александрович*чл-к      | 27 января 1973   | 22 декабря 2015        | ОГПМО            | д. э. н.       | ИМЭМО РАН                                                                                               |    |
| 28  | Ачасов, Михаил Николаевич               | 10 мая 1971      | 9 февраля 2016         | ОФН              | д. ф.-м. н.    | ИЯФ СО РАН                                                                                              |    |
| 29  | Базыкин, Георгий Александрович          | 8 мая 1979       | 17 мая 2022            | ОБН              | д. б. н.       | ИППИ РАН                                                                                                |    |
| 30  | Баимова, Юлия Айдаровна                 | 4 марта 1987     | 24 апреля 2018         | ОЭММПУ           | д. ф.-м. н.    | ИПСМ РАН                                                                                                |    |
| 31  | Баксанский, Олег Евгеньевич             | 19 ноября 1966   | 22 декабря 2015        | ООН              | д. филос. н.   | ФИАН |    |
| 32  | Бакулина, Лилия Талгатовна              | 29 января 1972   | 12 апреля 2022         | ООН              | д. ю. н.       | Юрфак КФУ                                                                                               |    |
| 33  | Барабанов, Олег Николаевич              | 18 марта 1971    | 22 декабря 2015        | ОГПМО            | д. пол. н.     | МГИМО                                                                                                   |    |
| 34  | Баранов, Антон Дмитриевич               | 11 апреля 1977   | 19 января 2016         | ОМН              | д. ф.-м. н.    | СПбГУ                                                                                                   |    |
| 35  | Бардин, Борис Сабирович                 | 7 февраля 1966   | 26 января 2016         | ОЭММПУ           | д. ф.-м. н.    | МАИ |    |
| 36  | Барлев, Николай Анатольевич             | 13 сентября 1967 | 24 апреля 2018         | ОБН              | д. б. н.       | Институт цитологии РАН                                                                                  |    |
| 37  | Барышев, Михаил Геннадьевич             | 9 сентября 1970  | 24 апреля 2018         | ОСХН             | д. б. н.       | КубГУ                                                                                                   |    |
| 38  | Басова, Тамара Валерьевна               | 1 ноября 1968    | 24 апреля 2018         | ОХНМ             | д. х. н.       | ИНХ СО РАН                                                                                              |    |
| 39  | Баурова, Наталья Ивановна               | 11 октября 1978  | 26 апреля 2022         | ОЭММПУ           | д. т. н.       | МАДИ |    |
| 40  | Бахтизин, Альберт Рауфович*чл-к         | 25 марта 1975    | 22 декабря 2015        | ООН              | д. э. н.       | ЦЭМИ РАН                                                                                                |    |
| 41  | Безродных, Сергей Игоревич*ак           | 1980             | 24 апреля 2018         | ОМН              | д. ф.-м. н.    | ФИЦ ИУ РАН                                                                                              |    |
| 42  | Беккер, Татьяна Борисовна               | 1973             | 24 апреля 2018         | ОНЗ              | д. г.-м. н.    | ИГМ СО РАН                                                                                              |    |
| 43  | Беккин, Ренат Ирикович                  | 21 июля 1979     | 22 декабря 2015        | ОГПМО            | д. э. н.       | ИАф РАН                                                                                                 |    |
| 44  | Белеванцев, Андрей Андреевич*чл-к       | 26 марта 1981    | 26 апреля 2022         | ОМН              | д. ф.-м. н.    | ИСП РАН                                                                                                 |    |
| 45  | Белкова, Наталия Викторовна             | 25 сентября 1971 | 9 февраля 2016         | ОХНМ             | д. х. н.       | ИНЭОС РАН                                                                                               |    |
| 46  | Белов, Павел Александрович              | 18 декабря 1977  | 26 апреля 2022         | ОФН              | д. ф.-м. н.    | ИТМО |    |
| 47  | Белогуров, Алексей Анатольевич          | 1984             | 17 мая 2022            | ОБН              | д. х. н.       | ИБХ РАН                                                                                                 | +  |
| 48  | Белотелов, Владимир Игоревич            | 30 июня 1978     | 9 февраля 2016         | ОФН              | д. ф.-м. н.    | МГУ |    |
| 49  | Белоусов, Всеволод Вадимович*чл-к       | 19 февраля 1975  | 26 января 2016         | ОФФМ             | д. б. н.       | ИБХ РАН                                                                                                 |    |
| 50  | Бельцевич, Дмитрий Германович           | 16 апреля 1967   | 19 января 2016         | ОМедН            | д. м. н.       | ЭНЦ |    |
| 51  | Беляева, Ирина Анатольевна              |                  | 19 января 2016         | ОМедН            | д. м. н.       | НЦЗД РАМН                                                                                               |    |
| 52  | Беляева, Ольга Александровна            | 19 февраля 1977  | 24 апреля 2018         | ООН              | д. ю. н.       | ИЗиСП                                                                                                   |    |
| 53  | Бердюгин, Кирилл Александрович          | 14 июня 1973     | 26 апреля 2022         | ОМедН            | д. м. н.       | Уральский институт травматологии и ортопедии им. Чаклина                                                |    |
| 54  | Бережной, Александр Викторович          | 22 мая 1971      | 9 февраля 2016         | ОФН              | д. ф.-м. н.    | МГУ |    |
| 55  | Березович, Елена Львовна*чл-к           | 2 января 1966    | 16 января 2016         | ОИФН             | д. фил. н.     | УрФУ |    |
| 56  | Бешенцев, Андрей Николаевич             | 16 января 1966   | 29 декабря 2015        | ОНЗ              | д. г. н.       | БИП СО РАН                                                                                              |    |
| 57  | Бицадзе, Виктория Омаровна              | 1970             | 19 января 2016         | ОМедН            | д. м. н.       | 1-й МГМУ                                                                                                |    |
| 58  | Бобров, Алексей Владимирович            | 28 июня 1969     | 29 декабря 2015        | ОНЗ              | д. б. н.       | МГУ |    |
| 59  | Бобров, Андрей Викторович               | 11 февраля 1972  | 12 апреля 2022         | ОНЗ              | д. г.-м. н.    | МГУ |    |
| 60  | Бобровский, Алексей Юрьевич*чл-к        | 29 апреля 1974   | 9 февраля 2016         | ОХНМ             | д. х. н.       | МГУ |    |
| 61  | Бобцов, Алексей Алексеевич              | 19 декабря 1973  | 26 апреля 2022         | ОЭММПУ           | д. т. н.       | ИТМО |    |
| 62  | Богатырёв, Андрей Борисович             | 1 августа 1968   | 19 января 2016         | ОМН              | д. ф.-м. н.    | ИВМ РАН                                                                                                 |    |
| 63  | Богачёв, Сергей Александрович           | 17 марта 1974    | 24 апреля 2018         | ОФН              | д. ф.-м. н.    | ФИАН |    |
| 64  | Бойко, Андрей Владиславович*чл-к        | 26 октября 1966  | 26 января 2016         | ОЭММПУ           | д. ф.-м. н.    | ИТПМ СО РАН                                                                                             |    |
| 65  | Бокач, Надежда Арсеньевна               | 23 августа 1976  | 9 февраля 2016         | ОХНМ             | д. х. н.       | СПбГУ                                                                                                   |    |
| 66  | Большаков, Александр Михайлович*чл-к    | 30 ноября 1969   | 26 января 2016         | ОЭММПУ           | д. т. н.       | ИФТПС СО РАН                                                                                            |    |
| 67  | Бондаренко, Дмитрий Михайлович*чл-к     | 9 июня 1968      | 22 декабря 2015        | ОГПМО чл-к:ОИФН  | д. и. н.       | ИВ РАН                                                                                                  |    |
| 68  | Бондарко, Михаил Владимирович           | 21 августа 1977  | 19 января 2016         | ОМН              | д. ф.-м. н.    | СПбГУ                                                                                                   |    |
| 69  | Бондарко, Николай Александрович         | 7 декабря 1975   | 24 апреля 2018         | ОИФН             | д. фил. н.     | ИЛИ РАН                                                                                                 |    |
| 70  | Бондарь, Игорь Вечеславович             |                  | 26 января 2016         | ОФФМ             | д. б. н.       | ИВНДиНФ РАН                                                                                             |    |
| 71  | Борисов, Виталий Борисович              | 27 октября 1969  | 19 января 2016         | ОБН              | д. б. н.       | МГУ, НИИ физико-химической биологии имени А. Н. Белозерского                                            |    |
| 72  | Борисов, Денис Иванович                 | 18 июля 1978     | 19 января 2016         | ОМН              | д. ф.-м. н.    | ИМВЦ УНЦ РАН                                                                                            |    |
| 73  | Боровик, Александр Николаевич*чл-к      | 16 января 1976   | 24 апреля 2018         | ОСХН             | д. с.-х. н.    | НИИСХ им. П. П. Лукьяненко                                                                              |    |
| 74  | Боровков, Всеволод Игоревич             | 18 июня 1966     | 9 февраля 2016         | ОХНМ             | д. ф.-м. н.    | ИХКиГ СО РАН                                                                                            |    |
| 75  | Бородин, Пётр Анатольевич               | 25 июня 1973     | 24 апреля 2018         | ОМН              | д. ф.-м. н.    | мехмат МГУ                                                                                              |    |
| 76  | Борычев, Сергей Николаевич              | 3 мая 1977       | 19 января 2016         | ОСХН             | д. т. н.       | РГАТУ                                                                                                   |    |
| 77  | Бояринцев, Валерий Владимирович         | 1966             | 26 января 2016         | ОФФМ             | д. м. н.       | Волынская больница                                                                                      |    |
| 78  | Брагута, Виктор Валериевич              | 3 декабря 1977   | 26 апреля 2022         | ОФН              | д. ф.-м. н.    | ОИЯИ |    |
| 79  | Братская, Светлана Юрьевна*чл-к         | 14 августа 1974  | 9 февраля 2016         | ОХНМ             | д. х. н.       | Институт химии ДВО РАН                                                                                  |    |
| 80  | Брылев, Константин Александрович        | 13 марта 1976    | 12 апреля 2022         | ОХНМ             | д. х. н.       | ИНХ СО РАН                                                                                              |    |
| 81  | Брыляков, Константин Петрович           | 1 июня 1977      | 9 февраля 2016         | ОХНМ             | д. х. н.       | Институт катализа имени Г. К. Борескова СО РАН                                                          |    |
| 82  | Брюханов, Александр Юрьевич*ак          | 25 августа 1983  | 24 апреля 2018         | ОСХН             | д. т. н.       | Институт агроинженерных и экологических проблем сельскохозяйственного производства (ИЭАП)               |    |
| 83  | Буздин, Антон Александрович             | 8 июля 1977      | 26 апреля 2022         | ОМедН            | д. б. н.       | Сеченовский Университет                                                                                 |    |
| 84  | Булатов, Андрей Васильевич              | 19 июня 1979     | 9 февраля 2016         | ОХНМ             | д. х. н.       | СПбГУ                                                                                                   |    |
| 85  | Бурлак, Светлана Анатольевна            | 12 июня 1969     | 16 января 2016         | ОИФН             | д. фил. н.     | ИВ РАН                                                                                                  |    |
| 86  | Бурмистров, Игорь Сергеевич             | 1 февраля 1979   | 26 апреля 2022         | ОФН              | д. ф.-м. н.    | ИТФ им. Ландау РАН                                                                                      |    |
| 87  | Буфетов, Александр Игоревич             | 8 июля 1979      | 19 января 2016         | ОМН              | д. ф.-м. н.    | МИАН |    |
| 88  | Быковская, Наталья Валерьевна           | 2 октября 1978   | 12 апреля 2022         | ОСХН             | д. э. н.       | Институт им. космонавта Быковского                                                                      |    |
| 89  | Бычков, Андрей Юрьевич                  | 17 июля 1966     | 29 декабря 2015        | ОНЗ              | д. г.-м. н.    | МГУ |    |
| 90  | Вайнштейн, Илья Александрович           | 20 июля 1968     | 9 февраля 2016         | ОХНМ             | д. ф.-м. н.    | ИМЕТ РАН, УрФУ                                                                                          |    |
| 91  | Василевский, Юрий Викторович*чл-к       | 11 марта 1967    | 19 января 2016         | ОМН              | д. ф.-м. н.    | ИВМ РАН                                                                                                 |    |
| 92  | Васильев, Андрей Викторович             | 11 августа 1970  | 19 января 2016         | ОМН              | д. ф.-м. н.    | ИМ СО РАН                                                                                               |    |
| 93  | Васин, Андрей Владимирович              | 4 апреля 1980    | 26 апреля 2022         | ОМедН            | д. б. н.       | СПбПУ                                                                                                   |    |
| 94  | Вафин, Рамиль Ришадович                 | 25 января 1977   | 19 января 2016         | ОСХН             | д. б. н.       | ТатНИИСХ                                                                                                |    |
| 95  | Вацадзе, Сергей Зурабович               | 5 апреля 1967    | 9 февраля 2016         | ОХНМ             | д. х. н.       | ИОХ РАН                                                                                                 |    |
| 96  | Вдовин, Евгений Петрович                | 22 мая 1976      | 19 января 2016         | ОМН              | д. ф.-м. н.    | ИМ СО РАН                                                                                               |    |
| 97  | Векслер, Михаил Исаакович               | 15 июня 1969     | 9 февраля 2016         | ОФН              | д. ф.-м. н.    | ФТИ им. Иоффе РАН                                                                                       | +  |
| 98  | Вербицкий, Егор Владимирович            | 11 октября 1981  | 12 апреля 2022         | ОХНМ             | д. х. н.       | ИОС УрО РАН                                                                                             |    |
| 99  | Веселкин, Денис Васильевич              | 9 октября 1973   | 19 января 2016         | ОБН              | д. б. н.       | ИЭРиЖ УрО РАН                                                                                           |    |
| 100 | Веселовский, Роман Витальевич           | 27 июля 1980     | 24 апреля 2018         | ОНЗ              | д. г.-м. н.    | ИФЗ РАН                                                                                                 |    |
| 101 | Вибе, Дмитрий Зигфридович               | 17 октября 1968  | 9 февраля 2016         | ОФН              | д. ф.-м. н.    | ИНАСАН                                                                                                  |    |
| 102 | Визильтер, Юрий Валентинович            | 7 февраля 1970   | 26 января 2016         | ОЭММПУ           | д. ф.-м. н.    | ГосНИИАС                                                                                                |    |
| 103 | Вилков, Евгений Александрович           | 29 марта 1975    | 9 февраля 2016         | ОНИТ             | д. ф.-м. н.    | ИРТиЭ РАН (Фрязинский филиал)                                                                           |    |
| 104 | Винник, Денис Александрович             | 15 августа 1983  | 12 апреля 2022         | ОХНМ             | д. х. н.       | МФТИ |    |
| 105 | Винокуров, Евгений Юрьевич              | 6 октября 1975   | 22 декабря 2015        | ОГПМО            | д. э. н.       | ЕАБР |    |
| 106 | Винярская, Ирина Валериевна             | 1969             | 19 января 2016         | ОМедН            | д. м. н.       | НЦЗД РАМН                                                                                               |    |
| 107 | Виткина, Татьяна Исааковна              | 30 марта 1973    | 19 января 2016         | ОМедН            | д. б. н.       | ДНЦ ФПД                                                                                                 |    |
| 108 | Вишнева, Елена Александровна            | 6 марта 1981     | 26 апреля 2022         | ОМедН            | д. м. н.       | НИИ педиатрии и охраны здоровья детей ЦКБ РАН                                                           |    |
| 109 | Водолазов, Денис Юрьевич                | 14 мая 1974      | 24 апреля 2018         | ОФН              | д. ф.-м. н.    | ИФМ РАН                                                                                                 |    |
| 110 | Войтоловский, Фёдор Генрихович*чл-к     | 13 апреля 1979   | 22 декабря 2015        | ОГПМО            | д. пол. н.     | ИМЭМО РАН                                                                                               |    |
| 111 | Волков, Алексей Владимирович            | 1979             | 12 апреля 2022         | ОХНМ             | д. х. н.       | ИНХС РАН                                                                                                |    |
| 112 | Волкова, Наталья Александровна          |                  | 19 января 2016         | ОСХН             | д. б. н.       | ВНИИ животноводства                                                                                     |    |
| 113 | Володин, Евгений Михайлович             | 11 октября 1966  | 29 декабря 2015        | ОНЗ              | д. ф.-м. н.    | ИВМ РАН                                                                                                 |    |
| 114 | Волчо, Константин Петрович              | 31 января 1969   | 9 февраля 2016         | ОХНМ             | д. х. н.       | НИОХ СО РАН                                                                                             |    |
| 115 | Вольф, Марина Николаевна                | 31 марта 1972    | 12 апреля 2022         | ООН              | д. филос. н.   | ИФПР СО РАН                                                                                             |    |
| 116 | Воронцов, Александр Валерьевич          |                  | 19 января 2016         | ОМедН            | д. м. н.       | ЭНЦ |    |
| 117 | Воронцов, Константин Вячеславович       | 1 апреля 1971    | 19 января 2016         | ОМН              | д. ф.-м. н.    | ИПИ РАН                                                                                                 |    |
| 118 | Воскресенский, Леонид Геннадьевич       | 6 августа 1968   | 9 февраля 2016         | ОХНМ             | д. х. н.       | РУДН |    |
| 119 | Всемирнов, Максим Александрович*чл-к    | 8 октября 1972   | 19 января 2016         | ОМН              | д. ф.-м. н.    | ПОМИ РАН                                                                                                |    |
| 120 | Вшивкова, Ольга Владимировна            | 26 ноября 1969   | 29 декабря 2015        | ОНЗ              | д. т. н.       | МГУГиК                                                                                                  |    |
| 121 | Гайфуллин, Александр Александрович*чл-к | 22 марта 1984    | 19 января 2016         | ОМН              | д. ф.-м. н.    | МИАН |    |
| 122 | Галагудза, Михаил Михайлович*чл-к       | 19 мая 1978      | 19 января 2016         | ОМедН            | д. м. н.       | СЗФМИЦ                                                                                                  |    |
| 123 | Галажинский, Антон Владимирович         | 1971             | 9 февраля 2016         | ОФН              | д. ф.-м. н.    | ТПУ |    |
| 124 | Галлямов, Марат Олегович                | 25 августа 1973  | 9 февраля 2016         | ОХНМ             | д. ф.-м. н.    | МГУ |    |
| 125 | Галстян, Арам Генрихович*ак             | 6 марта 1972     | 19 января 2016         | ОСХН             | д. т. н.       | ВНИМИ                                                                                                   |    |
| 126 | Галяев, Андрей Алексеевич*чл-к          | 28 ноября 1973   | 26 января 2016         | ОЭММПУ           | д. т. н.       | ИПУ РАН                                                                                                 |    |
| 127 | Гаранжа, Владимир Анатольевич           | 5 октября 1965   | 19 января 2016         | ОМН              | д. ф.-м. н.    | ИПИ РАН                                                                                                 |    |
| 128 | Гармаев, Ендон Жамьянович*ак            | 7 октября 1965   | 29 декабря 2015        | ОНЗ              | д. г. н.       | БИП СО РАН                                                                                              |    |
| 129 | Гармаш, Алексей Юрьевич                 | 10 сентября 1974 | 9 февраля 2016         | ОФН              | PhD            | ИЯФ СО РАН                                                                                              |    |
| 130 | Гвозденко, Татьяна Александровна        | 30 мая 1965      | 19 января 2016         | ОМедН            | д. м. н.       | Владивостокский филиал ДНЦ ФПД - НИИ МКВЛ                                                               |    |
| 131 | Георгиевский, Дмитрий Владимирович*чл-к | 19 августа 1966  | 26 января 2016         | ОЭММПУ           | д. ф.-м. н.    | МГУ |    |
| 132 | Гильмундинов, Вадим Манавирович         | 29 декабря 1976  | 12 апреля 2022         | ООН              | д. э. н.       | ИЭОПП СО РАН                                                                                            |    |
| 133 | Гимон, Тимофей Валентинович             | 16 ноября 1976   | 12 апреля 2022         | ОИФН             | д. и. н.       | ИВИ РАН                                                                                                 |    |
| 134 | Гинс, Мурат Сабирович*чл-к              | 26 июня 1967     | 19 января 2016         | ОСХН             | д. б. н.       | ВНИИССОК                                                                                                |    |
| 135 | Гирш, Эдуард Алексеевич                 | 26 декабря 1973  | 19 января 2016         | ОМН              | д. ф.-м. н.    | ПОМИ РАН                                                                                                |    |
| 136 | Гладкочуб, Дмитрий Петрович*чл-к        | 8 февраля 1968   | 29 декабря 2015        | ОНЗ              | д. г.-м. н.    | ИЗК СО РАН                                                                                              |    |
| 137 | Глазов, Михаил Михайлович*чл-к          | 8 июня 1982      | 9 февраля 2016         | ОФН              | д. ф.-м. н.    | ФТИ им. Иоффе РАН                                                                                       |    |
| 138 | Глинских, Вячеслав Николаевич*чл-к      | 28 сентября 1976 | 24 апреля 2018         | ОНЗ              | д. ф.-м. н.    | ИНГГ СО РАН                                                                                             |    |
| 139 | Глинушкин, Алексей Павлович*ак          | 14 февраля 1979  | 24 апреля 2018         | ОСХН             | д. с.-х. н.    | ИОХ РАН                                                                                                 |    |
| 140 | Гнеденков, Андрей Сергеевич             | 17 июня 1991     | 12 апреля 2022         | ОХНМ             | д. х. н.       | Институт химии ДВО РАН                                                                                  |    |
| 141 | Говоров, Александр Викторович           | 29 июня 1975     | 26 апреля 2022         | ОМедН            | д. м. н.       | РосУниМед                                                                                               |    |
| 142 | Головацкая, Евгения Александровна       | 14 сентября 1974 | 29 декабря 2015        | ОНЗ              | д. б. н.       | ИМКЭС СО РАН                                                                                            |    |
| 143 | Головин, Сергей Валерьевич              | 25 марта 1974    | 26 января 2016         | ОЭММПУ           | д. ф.-м. н.    | НГУ |    |
| 144 | Головнин, Антон Клеменсович             | 27 февраля 1973  | 19 января 2016         | ОБН              | д. б. н.       | ИБГ РАН                                                                                                 |    |
| 145 | Голохваст, Кирилл Сергеевич*чл-к рао    | 12 января 1980   | 24 апреля 2018         | ОНИТ             | д. б. н.       | ДВФУ |    |
| 146 | Голуб, Леонид Евгеньевич                | 24 апреля 1973   | 9 февраля 2016         | ОФН              | д. ф.-м. н.    | ФТИ им. Иоффе РАН                                                                                       |    |
| 147 | Голубков, Андрей Васильевич             | 27 ноября 1976   | 12 апреля 2022         | ОИФН             | д. фил. н.     | ИМЛИ им. А.М. Горького РАН                                                                              |    |
| 148 | Гонгальский, Константин Брониславович   | 27 апреля 1976   | 17 мая 2022            | ОБН              | д. б. н.       | ИПЭЭ РАН                                                                                                |    |
| 149 | Горбунов, Дмитрий Сергеевич*чл-к        | 20 января 1975   | 9 февраля 2016         | ОФН              | д. ф.-м. н.    | ИЯИ РАН                                                                                                 |    |
| 150 | Горбунова, Юлия Германовна*ак           | 3 июля 1968      | 9 февраля 2016         | ОХНМ             | д. х. н.       | ИОНХ РАН                                                                                                |    |
| 151 | Горный, Игорь Викторович                | 11 мая 1973      | 9 февраля 2016         | ОФН              | д. ф.-м. н.    | ФТИ им. Иоффе РАН                                                                                       |    |
| 152 | Горобей, Ирина Михайловна               | 30 апреля 1966   | 19 января 2016         | ОСХН             | д. с.-х. н.    | СО АН                                                                                                   |    |
| 153 | Горобец, Андрей Владимирович            | 19 сентября 1981 | 24 апреля 2018         | ОМН              | д. ф.-м. н.    | ИПМ РАН                                                                                                 |    |
| 154 | Горчинский, Сергей Олегович*чл-к        | 20 ноября 1982   | 26 апреля 2022         | ОМН              | д. ф.-м. н.    | МИАН |    |
| 155 | Гражданкин, Дмитрий Владимирович        | 29 ноября 1971   | 29 декабря 2015        | ОНЗ              | д. г.-м. н.    | ИНГГ СО РАН                                                                                             |    |
| 156 | Грачёв, Алексей Николаевич              | 23 февраля 1972  | 26 апреля 2022         | ОМедН            | д. б. н.       | НИМЦ онкологии им. Блохина                                                                              |    |
| 157 | Гребенникова, Татьяна Владимировна*чл-к | 16 сентября 1968 | 19 января 2016         | ОСХН чл-к:ОМедН  | д. б. н.       | НИИ эпидемиологии и микробиологии имени Н. Ф. Гамалеи                                                   |    |
| 158 | Гречко, Андрей Вячеславович*ак          | 9 января 1975    | 19 января 2016         | ОМедН            | д. м. н.       | Госпиталь для инкурабельных больных - Научный лечебно-реабилитационный центр                            |    |
| 159 | Григоренко, Леонид Валентинович*чл-к    | 5 июня 1970      | 9 февраля 2016         | ОФН              | д. ф.-м. н.    | ОИЯИ |    |
| 160 | Григорьев, Евгений Валерьевич*чл-к      | 8 февраля 1973   | 19 января 2016         | ОМедН            | д. м. н.       | НИИ КПССЗ                                                                                               |    |
| 161 | Гринцер, Николай Павлович*чл-к          | 3 июля 1966      | 16 января 2016         | ОИФН             | д. фил. н.     | РАНХиГС                                                                                                 |    |
| 162 | Грицун, Андрей Сергеевич                | 16 мая 1970      | 29 декабря 2015        | ОНЗ              | д. ф.-м. н.    | ИВМ РАН                                                                                                 |    |
| 163 | Громыко, Алексей Анатольевич*чл-к       | 20 апреля 1969   | 22 декабря 2015        | ОГПМО            | д. пол. н.     | ИЕ РАН                                                                                                  | +  |
| 164 | Груздева, Ольга Викторовна              | 20 февраля 1976  | 26 апреля 2022         | ОМедН            | д. м. н.       | НИИ КПССЗ, КемГМУ                                                                                       |    |
| 165 | Губко, Михаил Владимирович              | 26 октября 1977  | 26 января 2016         | ОЭММПУ           | д. ф.-м. н.    | ИПУ РАН                                                                                                 |    |
| 166 | Гудков, Сергей Владимирович             | 31 марта 1981    | 12 апреля 2022         | ОСХН             | д. б. н.       | ИОФ РАН                                                                                                 |    |
| 167 | Гуревич, Константин Георгиевич          | 17 марта 1973    | 19 января 2016         | ОМедН            | д. м. н.       | МГМСУ                                                                                                   |    |
| 168 | Гурина, Ольга Ивановна*чл-к             | 17 августа 1967  | 19 января 2016         | ОМедН            | д. м. н.       | ГНЦССП им. В. П. Сербского                                                                              |    |
| 169 | Гуртовенко, Андрей Алексеевич           | 20 июля 1971     | 9 февраля 2016         | ОХНМ             | д. ф.-м. н.    | Институт высокомолекулярных соединений РАН                                                              |    |
| 170 | Гуща, Артём Олегович                    | 28 декабря 1966  | 19 января 2016         | ОМедН            | д. м. н.       | Научный центр неврологии                                                                                |    |
| 171 | Гущина, Дарья Юрьевна                   | 9 декабря 1969   | 29 декабря 2015        | ОНЗ              | д. г. н.       | МГУ |    |
| 172 | Данилко, Елена Сергеевна                | 31 мая 1970      | 16 января 2016         | ОИФН             | д. и. н.       | ИЭА РАН                                                                                                 |    |
| 173 | Даренская, Марина Александровна         | 12 августа 1978  | 26 апреля 2022         | ОМедН            | д. б. н.       | Научный центр проблем здоровья семьи и репродукции человека                                             |    |
| 174 | Дашкова, Ирина Рудольфовна              |                  | 26 января 2016         | ОФФМ             | д. м. н.       | Ростовский научно-исследовательский онкологический институт                                             |    |
| 175 | Дворкович, Александр Викторович*чл-к    | 19 февраля 1967  | 9 февраля 2016         | ОНИТ             | д. т. н.       | МФТИ |    |
| 176 | Девятов, Эдуард Валентинович            | 23 августа 1975  | 9 февраля 2016         | ОФН              | д. ф.-м. н.    | ИФТТ РАН                                                                                                |    |
| 177 | Дегтярёва, Мария Григорьевна            | 1972             | 26 января 2016         | ОФФМ             | д. м. н.       | РНИМУ им. Н. И. Пирогова                                                                                |    |
| 178 | Дедова, Эльвира Батыревна               | 27 июля 1968     | 19 января 2016         | ОСХН             | д. с.-х. н.    | ВНИИГМ имени А. Н. Костякова (Калмыцкий филиал)                                                         |    |
| 179 | Демидюк, Илья Валерьевич                | 8 июля 1968      | 19 января 2016         | ОБН              | д. х. н.       | Институт молекулярной генетики                                                                          |    |
| 180 | Дергачёва, Елена Александровна          | 12 июля 1979     | 22 декабря 2015        | ООН              | д. филос. н.   | БГТУ | +  |
| 181 | Десницкий, Андрей Сергеевич             | 21 августа 1968  | 16 января 2016         | ОИФН             | д. фил. н.     | ИВ РАН                                                                                                  |    |
| 182 | Джуваляков, Павел Георгиевич            | 3 мая 1974       | 24 апреля 2018         | ОМедН            | д. м. н.       | РНЦХ им. акад. Б.В. Петровского, РУДН                                                                   |    |
| 183 | Диденкулова, Ирина Игоревна             | 23 мая 1980      | 29 декабря 2015        | ОНЗ              | д. ф.-м. н.    | НГТУ им. Р. Е. Алексеева                                                                                |    |
| 184 | Дильман, Александр Давидович*чл-к       | 27 июня 1976     | 9 февраля 2016         | ОХНМ             | д. х. н.       | ИОХ РАН                                                                                                 |    |
| 185 | Дмитриев, Александр Валентинович        | 10 сентября 1969 | 19 января 2016         | ОМедН            | д. б. н.       | Институт экспериментальной медицины                                                                     |    |
| 186 | Долгушин, Михаил Борисович              | 4 августа 1977   | 26 января 2016         | ОФФМ             | д. м. н.       | ФГБУ ФЦМН                                                                                               |    |
| 187 | Дорохов, Алексей Семёнович*ак           | 20 июля 1982     | 19 января 2016         | ОСХН             | д. т. н.       | РГАУ |    |
| 188 | Досколович, Леонид Леонидович           | 21 января 1966   | 9 февраля 2016         | ОНИТ             | д. ф.-м. н.    | Институт систем обработки изображений РАН                                                               |    |
| 189 | Дубина, Елена Викторовна                | 9 апреля 1977    | 12 апреля 2022         | ОСХН             | д. б. н.       | ФНЦ риса                                                                                                |    |
| 190 | Дубовик, Дмитрий Вячеславович           | 26 октября 1976  | 19 января 2016         | ОСХН             | д. с.-х. н.    | Всероссийский НИИ земледелия и защиты почв от эрозии                                                    |    |
| 191 | Дубцов, Евгений Сергеевич               | 24 сентября 1969 | 19 января 2016         | ОМН              | д. ф.-м. н.    | ПОМИ РАН                                                                                                |    |
| 192 | Дулин, Владимир Михайлович              | 17 апреля 1983   | 26 апреля 2022         | ОЭММПУ           | д. ф.-м. н.    | ИТ СО РАН, НГУ                                                                                          | +  |
| 193 | Дускаев, Галимжан Калиханович           | 5 сентября 1976  | 12 апреля 2022         | ОСХН             | д. б. н.       | ФНЦ биологических систем и агротехнологий РАН                                                           |    |
| 194 | Дыбцев, Данил Николаевич                | 20 марта 1975    | 9 февраля 2016         | ОХНМ             | д. х. н.       | Институт неорганической химии имени А. В. Николаева СО РАН                                              |    |
| 195 | Дынников, Иван Алексеевич               | 25 марта 1971    | 19 января 2016         | ОМН              | д. ф.-м. н.    | МИАН |    |
| 196 | Дьяконов, Александр Геннадьевич         | 13 июля 1979     | 19 января 2016         | ОМН              | д. ф.-м. н.    | МГУ |    |
| 197 | Дьяконов, Владимир Анатольевич          | 28 июня 1980     | 9 февраля 2016         | ОХНМ             | д. х. н.       | ИОХ РАН                                                                                                 |    |
| 198 | Дьяконова, Варвара Евгеньевна           | 1969             | 24 апреля 2018         | ОБН              | д. б. н.       | ИБР РАН                                                                                                 |    |
| 199 | Дюйзен, Инесса Валерьевна*чл-к          | 30 июня 1967     | 26 января 2016         | ОФФМ чл-к:ОБН    | д. м. н.       | ННЦМБ ДВО РАН                                                                                           |    |
| 200 | Егорова, Татьяна Анатольевна            | 19 июня 1981     | 12 апреля 2022         | ОСХН             | д. с.-х. н.    | ФНЦ «ВНИТИП» РАН                                                                                        |    |
| 201 | Елисеев, Алексей Викторович             | 1 июня 1972      | 29 декабря 2015        | ОНЗ              | д. ф.-м. н.    | Институт физики атмосферы имени А. М. Обухова РАН                                                       |    |
| 202 | Емельяненко, Александр Вячеславович     | 3 августа 1975   | 9 февраля 2016         | ОХНМ             | д. ф.-м. н.    | МГУ |    |
| 203 | Емельянов, Сергей Владимирович          | 7 июля 1973      | 22 декабря 2015        | ОГПМО            | д. э. н.       | ИСКРАН                                                                                                  |    |
| 204 | Ерёменко, Виталий Андреевич             | 1970             | 29 декабря 2015        | ОНЗ              | д. т. н.       | Институт проблем комплексного освоения недр РАН                                                         |    |
| 205 | Ерёмин, Виктор Геннадиевич              | 11 июня 1970     | 24 апреля 2018         | ОСХН             | д. с.-х. н.    | Крымская ОСС                                                                                            |    |
| 206 | Ерёмин, Николай Николаевич*чл-к         | 22 января 1968   | 29 декабря 2015        | ОНЗ              | д. х. н.       | геологический факультет МГУ                                                                             |    |
| 207 | Ермолов, Иван Леонидович*чл-к           | 22 июня 1972     | 26 января 2016         | ОЭММПУ           | д. т. н.       | ИПМех РАН                                                                                               | +  |
| 208 | Есаулко, Александр Николаевич           | 7 августа 1966   | 19 января 2016         | ОСХН             | д. с.-х. н.    | Ставропольский государственный аграрный университет                                                     |    |
| 209 | Жарков, Дмитрий Олегович*ак             | 20 марта 1969    | 19 января 2016         | ОБН              | д. б. н.       | НГУ |    |
| 210 | Жевора, Сергей Валентинович*чл-к        | 26 марта 1979    | 12 апреля 2022         | ОСХН             | д. с.-х. н.    | ФИЦ картофеля им. Лорха                                                                                 |    |
| 211 | Жижин, Константин Юрьевич*чл-к          | 20 июня 1973     | 9 февраля 2016         | ОХНМ             | д. х. н.       | ИОНХ РАН                                                                                                |    |
| 212 | Жукова, Людмила Григорьевна*чл-к        | 11 сентября 1974 | 24 апреля 2018         | ОФФМ             | д. м. н.       | НМИЦ онкологии им. Н.Н. Блохина                                                                         |    |
| 213 | Журавлёва, Екатерина Васильевна         | 8 августа 1976   | 19 января 2016         | ОСХН             | д. с.-х. н.    | ГК ЭФКО                                                                                                 | +  |
| 214 | Завьялов, Пётр Олегович*чл-к            | 5 августа 1966   | 29 декабря 2015        | ОНЗ              | д. г. н.       | ИО РАН                                                                                                  |    |
| 215 | Загайнова, Елена Вадимовна*чл-к         | 24 мая 1971      | 26 января 2016         | ОФФМ чл-к:ОМедН  | д. м. н.       | Нижегородская государственная медицинская академия                                                      |    |
| 216 | Загребин, Алексей Егорович              | 5 июля 1972      | 16 января 2016         | ОИФН             | д. и. н.       | УИИЯЛ УрО РАН                                                                                           | +  |
| 217 | Зайцев, Илья Владимирович               | 12 августа 1973  | 24 апреля 2018         | ОИФН             | д. и. н.       | ИНИОН РАН                                                                                               |    |
| 218 | Закиров, Эрнест Сумбатович              | 17 апреля 1969   | 29 декабря 2015        | ОНЗ              | д. т. н.       | Институт проблем нефти и газа РАН                                                                       |    |
| 219 | Запорожец, Дмитрий Николаевич*чл-к      | 10 августа 1979  | 24 апреля 2018         | ОМН              | д. ф.-м. н.    | ПОМИ РАН                                                                                                |    |
| 220 | Зароченцева, Нина Викторовна            | 15 ноября 1974   | 24 апреля 2018         | ОМедН            | д. м. н.       | ГБУЗ МО МОНИИАГ                                                                                         |    |
| 221 | Захарова, Наталья Евгеньевна            |                  | 24 апреля 2018         | ОМедН            | д. м. н.       | НМЦ нейрохирургии им. Бурденко                                                                          |    |
| 222 | Згода, Виктор Гаврилович                | 20 марта 1966    | 19 января 2016         | ОМедН            | д. б. н.       | Институт биомедицинской химии имени В. Н. Ореховича                                                     |    |
| 223 | Зегжда, Дмитрий Петрович*чл-к           | 22 июля 1969     | 26 января 2016         | ОЭММПУ чл-к:ОНИТ | д. т. н.       | СПбГПУ                                                                                                  |    |
| 224 | Зедгенизов, Дмитрий Александрович       | 29 июля 1973     | 29 декабря 2015        | ОНЗ              | д. г.-м. н.    | Институт геологии и минералогии имени В. С. Соболева СО РАН                                             |    |
| 225 | Зиганшин, Булат Гусманович              | 12 мая 1966      | 19 января 2016         | ОСХН             | д. т. н.       | Казанский государственный аграрный университет                                                          |    |
| 226 | Зилфикаров, Ифрат Назимович             | 15 октября 1974  | 19 января 2016         | ОСХН             | д. фарм. н.    | ВИЛАР                                                                                                   |    |
| 227 | Золотухин, Игорь Анатольевич            | 18 января 1970   | 19 января 2016         | ОМедН            | д. м. н.       | РНИМУ им. Н. И. Пирогова                                                                                |    |
| 228 | Зубарев, Николай Михайлович*чл-к        | 10 июня 1971     | 26 января 2016         | ОЭММПУ           | д. ф.-м. н.    | ИЭФ УрО РАН                                                                                             |    |
| 229 | Зыков, Кирилл Алексеевич*чл-к           | 5 марта 1972     | 19 января 2016         | ОМедН            | д. м. н.       | НИИ пульмонологии" ФМБА России                                                                          | +  |
| 230 | Зырянов, Григорий Васильевич            | 31 мая 1973      | 24 апреля 2018         | ОХНМ             | д. х. н.       | Институт органического синтеза УрО РАН                                                                  |    |
| 231 | Зюзьков, Глеб Николаевич                | 10 августа 1977  | 19 января 2016         | ОМедН            | д. м. н.       | НИИ фармакологии и регенеративной медицины имени Е. Д. Гольдберга                                       |    |
| 232 | Иванов, Алексей Викторович              | 19 декабря 1971  | 24 апреля 2018         | ОНЗ              | д. г.-м. н.    | ИЗК СО РАН                                                                                              |    |
| 233 | Иванов, Алексей Иванович*чл-к           | 17 декабря 1970  | 19 января 2016         | ОСХН             | д. с.-х. н.    | Агрофизический НИИ                                                                                      |    |
| 234 | Иванов, Владимир Константинович*ак      | 4 февраля 1971   | 9 февраля 2016         | ОХНМ             | д. х. н.       | ИОНХ РАН                                                                                                |    |
| 235 | Иванов, Дмитрий Владимирович*чл-к       | 15 июня 1977     | 9 февраля 2016         | ОНИТ             | д. ф.-м. н.    | Поволжский государственный технологический университет                                                  |    |
| 236 | Иванов, Сергей Анатольевич*чл-к         | 3 июля 1970      | 24 апреля 2018         | ОМедН            | д. м. н.       | Радиологический научный центр им. Цыба                                                                  |    |
| 237 | Иванова, Мария Ивановна                 | 15 июля 1969     | 19 января 2016         | ОСХН             | д. с.-х. н.    | ВНИИО - филиал ФГБНУ ФНЦО                                                                               |    |
| 238 | Иванова, Ольга Валерьевна               | 20 января 1970   | 19 января 2016         | ОСХН             | д. с.-х. н.    | МСХА |    |
| 239 | Иванчик, Александр Владимирович*чл-к    | 27 ноября 1971   | 9 февраля 2016         | ОФН              | д. ф.-м. н.    | ФТИ им. Иоффе РАН                                                                                       |    |
| 240 | Иващенко, Андрей Александрович          | 29 октября 1967  | 19 января 2016         | ОБН              | д. т. н.       | МФТИ |    |
| 241 | Игнатко, Ирина Владимировна*чл-к        | 28 октября 1968  | 19 января 2016         | ОМедН            | д. м. н.       | 1-й МГМУ                                                                                                |    |
| 242 | Измоденов, Владислав Валерьевич         | 6 сентября 1971  | 9 февраля 2016         | ОФН              | д. ф.-м. н.    | ИКИ РАН                                                                                                 |    |
| 243 | Ильина, Елена Николаевна*чл-к           | 20 января 1968   | 19 января 2016         | ОМедН            | д. б. н.       | Федеральный научно-клинический центр физико-химической медицины                                         |    |
| 244 | Имянитов, Евгений Наумович*чл-к         | 11 мая 1966      | 26 января 2016         | ОФФМ чл-к:ОМедН  | д. м. н.       | НИИ онкологии имени Н. Н. Петрова                                                                       |    |
| 245 | Индрупский, Илья Михайлович             | 1982             | 29 декабря 2015        | ОНЗ              | д. т. н.       | Институт проблем нефти и газа РАН                                                                       |    |
| 246 | Кабир, Людмила Сергеевна                | 1970             | 22 декабря 2015        | ООН              | д. э. н.       | НИФИ |    |
| 247 | Каблуков, Сергей Иванович               | 1972             | 24 апреля 2018         | ОФН              | д. ф.-м. н.    | ИАиЭ СО РАН                                                                                             |    |
| 248 | Казаков, Александр Леонидович           | 8 декабря 1970   | 24 апреля 2018         | ОНИТ             | д. ф.-м. н.    | ИДСТУ СО РАН                                                                                            |    |
| 249 | Казаковская, Виктория Виладиевна        | 8 мая 1967       | 16 января 2016         | ОИФН             | д. фил. н.     | ИЛИ РАН                                                                                                 |    |
| 250 | Казанин, Олег Иванович                  | 26 июня 1965     | 29 декабря 2015        | ОНЗ              | д. т. н.       | Горный университет                                                                                      |    |
| 251 | Калачёв, Алексей Алексеевич*чл-к        | 1969             | 9 февраля 2016         | ОФН чл-к:ОНИТ    | д. ф.-м. н.    | КФТИ РАН                                                                                                |    |
| 252 | Калашев, Олег Евгеньевич                | 4 января 1976    | 26 апреля 2022         | ОФН              | д. ф.-м. н.    | ИЯИ РАН                                                                                                 |    |
| 253 | Калашников, Виктор Юрьевич*чл-к         | 9 марта 1968     | 19 января 2016         | ОМедН            | д. м. н.       | ЭНЦ |    |
| 254 | Каледин, Дмитрий Борисович              | 15 декабря 1969  | 19 января 2016         | ОМН              | д. ф.-м. н.    | МИАН |    |
| 255 | Калимуллин, Искандер Шагитович          | 15 июля 1977     | 19 января 2016         | ОМН              | д. ф.-м. н.    | Казанский (Приволжский) федеральный университет                                                         |    |
| 256 | Калинина, Мария Александровна           | 27 июля 1973     | 9 февраля 2016         | ОХНМ             | д. х. н.       | ИФХиЭХ РАН                                                                                              |    |
| 257 | Калмыков, Степан Николаевич*ак          | 29 октября 1974  | 9 февраля 2016         | ОХНМ             | д. х. н.       | МГУ |    |
| 258 | Калуев, Алан Валерьевич                 | 16 мая 1973      | 26 апреля 2022         | ОМедН            | д. б. н.       | НМИЦ им. Алмазова                                                                                       |    |
| 259 | Капинус, Оксана Сергеевна               | 6 сентября 1978  | 24 апреля 2018         | ООН              | д. ю. н.       | АГП РФ                                                                                                  |    |
| 260 | Карлов, Геннадий Ильич*ак               | 9 августа 1970   | 19 января 2016         | ОСХН             | д. б. н.       | РГАУ |    |
| 261 | Карлов, Сергей Сергеевич                | 8 февраля 1974   | 24 апреля 2018         | ОХНМ             | д. х. н.       | химфак МГУ                                                                                              |    |
| 262 | Карпов, Евгений Викторович*чл-к         | 27 августа 1976  | 24 апреля 2018         | ОЭММПУ           | д. ф.-м. н.    | ИГиЛ СО РАН                                                                                             |    |
| 263 | Карташов, Ярослав Вячеславович          | 13 августа 1976  | 24 апреля 2018         | ОФН              | д. ф.-м. н.    | ИСАН |    |
| 264 | Карчевский, Андрей Леонидович           | 9 апреля 1966    | 19 января 2016         | ОМН              | д. ф.-м. н.    | ИМ СО РАН                                                                                               |    |
| 265 | Касавина, Надежда Александровна*чл-к    | 10 января 1979   | 12 апреля 2022         | ООН              | д. филос. н.   | ИФ РАН                                                                                                  |    |
| 266 | Катанин, Андрей Александрович           | 8 декабря 1970   | 9 февраля 2016         | ОФН              | д. ф.-м. н.    | ИФМ УрО РАН                                                                                             |    |
| 267 | Квочко, Андрей Николаевич               | 4 августа 1967   | 19 января 2016         | ОСХН             | д. б. н.       | Ставропольский государственный аграрный университет                                                     |    |
| 268 | Ким, Эдуард Феликсович                  | 31 июля 1971     | 24 апреля 2018         | ОМедН            | д. м. н.       | РНЦХ им. Петровского                                                                                    |    |
| 269 | Кирдяшкин, Алексей Анатольевич          | 1973             | 29 декабря 2015        | ОНЗ              | д. г.-м. н.    | Институт геологии и минералогии имени В. С. Соболева СО РАН                                             |    |
| 270 | Кирш, Василий Александрович             | 5 января 1975    | 9 февраля 2016         | ОХНМ             | д. ф.-м. н.    | ИФХиЭХ РАН                                                                                              |    |
| 271 | Кискин, Михаил Александрович            | 16 января 1980   | 9 февраля 2016         | ОХНМ             | д. х. н.       | ИОНХ РАН                                                                                                | +  |
| 272 | Кицул, Игорь Сергеевич                  | 24 марта 1972    | 24 апреля 2018         | ОМедН            | д. м. н.       | Иркутская медицинская академия последипломного образования                                              |    |
| 273 | Клейн, Светлана Владиславовна           | 12 августа 1973  | 26 апреля 2022         | ОМедН            | д. м. н.       | ФНЦ медико-профилактических технологий управления рисками здоровью населения                            |    |
| 274 | Климонтов, Вадим Валерьевич             | 23 мая 1973      | 19 января 2016         | ОМедН            | д. м. н.       | НИИ клинической и экспериментальной лимфологии                                                          |    |
| 275 | Клинков, Сергей Владимирович*чл-к       | 3 марта 1971     | 26 января 2016         | ОЭММПУ           | д. ф.-м. н.    | ИТПМ СО РАН                                                                                             |    |
| 276 | Клыков, Алексей Григорьевич*ак          | 17 октября 1975  | 19 января 2016         | ОСХН             | д. б. н.       | Дальневосточный региональный аграрный научный центр                                                     |    |
| 277 | Кобякова, Ольга Сергеевна*чл-к          | 5 октября 1974   | 26 апреля 2022         | ОМедН            | д. м. н.       | ЦНИИ организации и информатизации здравоохранения                                                       |    |
| 278 | Ковалёв, Юрий Юрьевич*чл-к              | 6 ноября 1973    | 9 февраля 2016         | ОФН              | д. ф.-м. н.    | ФИАН |    |
| 279 | Ковалевский, Евгений Вильевич           | 21 марта 1966    | 19 января 2016         | ОМедН            | д. м. н.       | НИИ медицины труда                                                                                      |    |
| 280 | Ковтанюк, Лариса Валентиновна*чл-к      | 25 января 1972   | 24 апреля 2018         | ОЭММПУ           | д. ф.-м. н.    | ИАПУ ДВО РАН                                                                                            |    |
| 281 | Козаченко, Андрей Владимирович          | 1967             | 19 января 2016         | ОМедН            | д. м. н.       | Научный центр акушерства, гинекологии и перинатологии                                                   |    |
| 282 | Козлов, Денис Владимирович              | 2 июля 1975      | 9 февраля 2016         | ОХНМ             | д. х. н.       | Институт катализа имени Г. К. Борескова СО РАН                                                          |    |
| 283 | Козлова, Екатерина Александровна        | 10 марта 1982    | 12 апреля 2022         | ОХНМ             | д. х. н.       | ИК СО РАН                                                                                               |    |
| 284 | Козырев, Сергей Владимирович            | 14 апреля 1968   | 19 января 2016         | ОМН              | д. ф.-м. н.    | МИАН |    |
| 285 | Колбасов, Денис Владимирович            | 20 октября 1974  | 19 января 2016         | ОСХН             | д. в. н.       | ФИЦВиМ                                                                                                  |    |
| 286 | Колесников, Андрей Викторович*чл-к      | 26 января 1975   | 19 января 2016         | ОСХН             | д. э. н.       | Белгородский государственный аграрный университет                                                       |    |
| 287 | Колесников, Игорь Владимирович*чл-к     | 12 ноября 1969   | 24 апреля 2018         | ОЭММПУ           | д. т. н.       | РГУПС                                                                                                   |    |
| 288 | Колесников, Павел Сергеевич             | 31 декабря 1977  | 19 января 2016         | ОМН              | д. ф.-м. н.    | ИМ СО РАН                                                                                               |    |
| 289 | Колик, Лариса Геннадьевна               | 7 июня 1972      | 26 января 2016         | ОФФМ             | д. б. н.       | НИИ фармакологии имени В. В. Закусова РАМН                                                              |    |
| 290 | Колобова, Ксения Анатольевна            | 1979             | 24 апреля 2018         | ОИФН             | д. и. н.       | ИАЭТ СО РАН                                                                                             |    |
| 291 | Колсанов, Александр Владимирович*чл-к   | 5 ноября 1974    | 24 апреля 2018         | ОМедН            | д. м. н.       | СамГМУ                                                                                                  |    |
| 292 | Колубаев, Евгений Александрович         | 5 сентября 1979  | 26 апреля 2022         | ОЭММПУ           | д. т. н.       | ИФПМ СО РАН                                                                                             |    |
| 293 | Комаров, Александр Анатольевич*чл-к     | 15 июля 1965     | 19 января 2016         | ОСХН             | д. б. н.       | РОСИБИОТЕХ                                                                                              |    |
| 294 | Комарова, Екатерина Фёдоровна           |                  | 26 января 2016         | ОФФМ             | д. б. н.       | Ростовский научно-исследовательский онкологический институт                                             |    |
| 295 | Комлев, Владимир Сергеевич*чл-к         | 2 октября 1976   | 9 февраля 2016         | ОХНМ             | д. т. н.       | Институт металлургии и материаловедения имени А. А. Байкова РАН                                         |    |
| 296 | Конарев, Дмитрий Валентинович           | 24 февраля 1970  | 24 апреля 2018         | ОХНМ             | д. х. н.       | ИПХФ РАН                                                                                                |    |
| 297 | Кондратова, Наталья Владимировна        | 1978             | 26 апреля 2022         | ОМедН            | д. м. н.       | РНИМУ им. Пирогова                                                                                      |    |
| 298 | Коновалов, Игорь Борисович              | 7 июня 1968      | 24 апреля 2018         | ОНЗ              | д. ф.-м. н.    | ИПФ РАН                                                                                                 |    |
| 299 | Конради, Александра Олеговна*ак         | 6 февраля 1969   | 19 января 2016         | ОМедН            | д. м. н.       | НМИЦ им. Алмазова                                                                                       |    |
| 300 | Коржевский, Дмитрий Эдуардович          | 1965             | 19 января 2016         | ОМедН            | д. м. н.       | Институт экспериментальной медицины                                                                     |    |
| 301 | Корлюков, Александр Александрович       | 12 мая 1977      | 24 апреля 2018         | ОХНМ             | д. х. н.       | ИНЭОС РАН                                                                                               |    |
| 302 | Кормилец, Олеся Николаевна              | 1981             | 17 мая 2022            | ОБН              | д. б. н.       | ННЦМБ ДВО РАН                                                                                           |    |
| 303 | Корнев, Андрей Алексеевич               | 1969             | 24 апреля 2018         | ОМН              | д. ф.-м. н.    | мехмат МГУ                                                                                              |    |
| 304 | Коробко, Игорь Викторович               |                  | 19 января 2016         | ОБН              | д. б. н.       | ИБГ РАН                                                                                                 |    |
| 305 | Коробов, Дмитрий Сергеевич              | 21 декабря 1968  | 16 января 2016         | ОИФН             | д. и. н.       | ИА РАН                                                                                                  |    |
| 306 | Коровников, Игорь Валентинович          | 9 июня 1967      | 29 декабря 2015        | ОНЗ              | д. г.-м. н.    | ИНГГ СО РАН                                                                                             |    |
| 307 | Королёв, Максим Александрович*чл-к      | 19 марта 1978    | 24 апреля 2018         | ОМН              | д. ф.-м. н.    | МИАН |    |
| 308 | Корсаков, Андрей Викторович             | 30 января 1974   | 29 декабря 2015        | ОНЗ              | д. г.-м. н.    | Институт геологии и минералогии имени В. С. Соболева СО РАН                                             |    |
| 309 | Косовский, Глеб Юрьевич*чл-к            | 18 декабря 1974  | 19 января 2016         | ОСХН             | д. б. н.       | Центр экспериментальной эмбриологии и репродуктивных биотехнологий                                      |    |
| 310 | Костин, Андрей Александрович*чл-к       | 24 апреля 1974   | 24 апреля 2018         | ОМедН            | д. м. н.       | ФГБУ НМИЦ радиологии                                                                                    |    |
| 311 | Костюков, Игорь Юрьевич*чл-к            | 2 ноября 1968    | 9 февраля 2016         | ОФН              | д. ф.-м. н.    | ИПФ РАН                                                                                                 |    |
| 312 | Косьянчук, Владислав Викторович         | 18 июля 1970     | 26 января 2016         | ОЭММПУ           | д. т. н.       | ГосНИИАС                                                                                                |    |
| 313 | Котов, Алексей Алексеевич*чл-к          | 28 марта 1966    | 19 января 2016         | ОБН              | д. б. н.       | ИПЭЭ РАН                                                                                                |    |
| 314 | Кофиади, Илья Андреевич*чл-к            | 18 января 1980   | 26 января 2016         | ОФФМ             | д. б. н.       | ГНЦ «Институт иммунологии»                                                                              |    |
| 315 | Кочетов, Алексей Владимирович*ак        | 2 января 1967    | 19 января 2016         | ОБН              | д. б. н.       | Институт цитологии и генетики                                                                           |    |
| 316 | Кощаев, Андрей Георгиевич*ак            | 5 июля 1974      | 19 января 2016         | ОСХН             | д. б. н.       | Кубанский государственный аграрный университет                                                          |    |
| 317 | Крамаренко, Елена Юльевна               | 1967             | 9 февраля 2016         | ОХНМ             | д. ф.-м. н.    | МГУ |    |
| 318 | Краснов, Алексей Николаевич             |                  | 19 января 2016         | ОБН              | д. б. н.       | ИБГ РАН                                                                                                 |    |
| 319 | Краснянский, Михаил Николаевич          | 22 декабря 1969  | 9 февраля 2016         | ОХНМ             | д. т. н.       | Тамбовский государственный технический университет                                                      |    |
| 320 | Кривилёв, Александр Владимирович        | 1 декабря 1975   | 9 февраля 2016         | ОНИТ             | д. т. н.       | МАИ |    |
| 321 | Кривовичев, Сергей Владимирович*ак      | 4 сентября 1972  | 29 декабря 2015        | ОНЗ              | д. г.-м. н.    | СПбГУ                                                                                                   |    |
| 322 | Кривошапкин, Андрей Иннокентьевич*чл-к  | 18 сентября 1968 | 16 января 2016         | ОИФН             | д. и. н.       | ИАЭТ СО РАН                                                                                             |    |
| 323 | Кривцов, Антон-Иржи Мирославович*чл-к   | 20 февраля 1967  | 26 января 2016         | ОЭММПУ           | д. ф.-м. н.    | СПбГПУ                                                                                                  |    |
| 324 | Кротов, Денис Станиславович             | 8 октября 1974   | 19 января 2016         | ОМН              | д. ф.-м. н.    | ИМ СО РАН                                                                                               |    |
| 325 | Кудрявцев, Ярослав Викторович           | 8 ноября 1971    | 9 февраля 2016         | ОХНМ             | д. ф.-м. н.    | ИНХС РАН                                                                                                |    |
| 326 | Кудрявцева, Елена Александровна         | 13 июня 1973     | 26 апреля 2022         | ОМН              | д. ф.-м. н.    | мехмат МГУ                                                                                              | +  |
| 327 | Кузнецов, Александр Геннадьевич*чл-к    | 1 ноября 1973    | 19 января 2016         | ОМН              | д. ф.-м. н.    | МИАН |    |
| 328 | Кузнецов, Алексей Николаевич*чл-к       | 24 февраля 1973  | 9 февраля 2016         | ОХНМ             | д. х. н.       | МГУ |    |
| 329 | Кузнецов, Максим Робертович             | 30 июня 1968     | 19 января 2016         | ОМедН            | д. м. н.       | Сеченовский Университет                                                                                 |    |
| 330 | Кузнецова, Ирен Евгеньевна              | 14 июля 1966     | 9 февраля 2016         | ОНИТ             | д. ф.-м. н.    | ИРТиЭ РАН                                                                                               | +  |
| 331 | Кузнецова, Ольга Владимировна           | 26 декабря 1972  | 22 декабря 2015        | ООН              | д. э. н.       | ИНП РАН                                                                                                 |    |
| 332 | Кузьмин, Лев Викторович                 | 1 июля 1974      | 9 февраля 2016         | ОНИТ             | д. ф.-м. н.    | ИРТиЭ РАН                                                                                               |    |
| 333 | Кулаков, Иван Юрьевич*чл-к              | 15 июля 1967     | 29 декабря 2015        | ОНЗ              | д. г.-м. н.    | ИНГГ СО РАН                                                                                             |    |
| 334 | Кулешов, Сергей Викторович              | 12 апреля 1981   | 26 апреля 2022         | ОНИТ             | д. т. н.       | Санкт-Петербургский Федеральный исследовательский центр РАН                                             | +  |
| 335 | Кулик, Леонид Викторович                | 30 августа 1976  | 9 февраля 2016         | ОХНМ             | д. ф.-м. н.    | ИХКиГ СО РАН                                                                                            |    |
| 336 | Кулик, Леонид Викторович                | 12 декабря 1966  | 9 февраля 2016         | ОФН              | д. ф.-м. н.    | ИФТТ РАН                                                                                                |    |
| 337 | Куличенко, Татьяна Владимировна         | 12 октября 1969  | 19 января 2016         | ОМедН            | д. м. н.       | НЦЗД РАМН                                                                                               |    |
| 338 | Кулов, Аслан Ростиславович              | 24 января 1965   | 19 января 2016         | ОСХН             | д. э. н.       | Всероссийский НИИ организации производства, труда и управления в сельском хозяйстве                     |    |
| 339 | Кульбачинский, Андрей Владимирович*чл-к | 20 июня 1976     | 19 января 2016         | ОБН              | д. б. н.       | Институт молекулярной генетики                                                                          |    |
| 340 | Купраш, Дмитрий Владимирович*чл-к       | 4 июля 1968      | 19 января 2016         | ОБН              | д. б. н.       | ИМБ РАН                                                                                                 |    |
| 341 | Куркин, Андрей Александрович            | 28 августа 1972  | 12 апреля 2022         | ОНЗ              | д. ф.-м. н.    | НГТУ |    |
| 342 | Кустова, Елена Владимировна             | 5 октября 1966   | 26 января 2016         | ОЭММПУ           | д. ф.-м. н.    | СПбГУ                                                                                                   |    |
| 343 | Кучменко, Татьяна Анатольевна           | 19 июля 1967     | 9 февраля 2016         | ОХНМ             | д. х. н.       | ВГУИТ                                                                                                   |    |
| 344 | Кюрегян, Карен Каренович                | 21 августа 1975  | 19 января 2016         | ОМедН            | д. б. н.       | ЦНИИ эпидемиологии                                                                                      |    |
| 345 | Лагарькова, Мария Андреевна*чл-к        | 26 ноября 1966   | 19 января 2016         | ОМедН            | д. б. н.       | Федеральный научно-клинический центр физико-химической медицины                                         |    |
| 346 | Лагунин, Алексей Александрович          | 21 июля 1975     | 19 января 2016         | ОБН              | д. б. н.       | РНИМУ им. Н. И. Пирогова                                                                                |    |
| 347 | Лазарева, Галина Геннадьевна*чл-к       | 24 мая 1971      | 19 января 2016         | ОМН              | д. ф.-м. н.    | Институт вычислительной математики и математической геофизики СО РАН                                    |    |
| 348 | Лаптев, Дмитрий Никитич                 | 1980             | 26 апреля 2022         | ОМедН            | д. м. н.       | НМИЦ эндокринологии                                                                                     |    |
| 349 | Лахман, Олег Леонидович                 | 31 мая 1966      | 19 января 2016         | ОМедН            | д. м. н.       | Восточно-Сибирский институт медико-экологических исследований                                           |    |
| 350 | Лебедев, Дмитрий Сергеевич              | 21 июня 1966     | 19 января 2016         | ОМедН            | д. м. н.       | СЗФМИЦ                                                                                                  |    |
| 351 | Лебедев, Игорь Николаевич*чл-к          | 9 декабря 1974   | 19 января 2016         | ОМедН            | д. б. н.       | НИИ медицинской генетики                                                                                |    |
| 352 | Левченко, Олег Валерьевич               | 1977             | 24 апреля 2018         | ОМедН            | д. м. н.       | МГМСУ                                                                                                   |    |
| 353 | Левыкин, Сергей Вячеславович            | 26 июля 1965     | 29 декабря 2015        | ОНЗ              | д. г. н.       | Институт степи УрО РАН                                                                                  |    |
| 354 | Лексютина, Яна Валерьевна               |                  | 24 апреля 2018         | ОГПМО            | д. пол. н.     | СПбГУ                                                                                                   |    |
| 355 | Летникова, Елена Феликсовна             | 28 февраля 1968  | 29 декабря 2015        | ОНЗ              | д. г.-м. н.    | Институт геологии и минералогии имени В. С. Соболева СО РАН                                             |    |
| 356 | Ли, Роман Николаевич                    | 10 апреля 1972   | 9 февраля 2016         | ОФН              | д. ф.-м. н.    | ИЯФ СО РАН                                                                                              |    |
| 357 | Либанов, Максим Валентинович*чл-к       | 9 апреля 1971    | 9 февраля 2016         | ОФН              | д. ф.-м. н.    | ИЯИ РАН                                                                                                 |    |
| 358 | Липкин, Михаил Аркадьевич*чл-к          | 12 ноября 1976   | 16 января 2016         | ОИФН             | д. и. н.       | ИВИ РАН                                                                                                 |    |
| 359 | Лисовенко, Дмитрий Сергеевич*чл-к       | 17 февраля 1981  | 26 апреля 2022         | ОЭММПУ           | д. ф.-м. н.    | ИПМех РАН                                                                                               |    |
| 360 | Литасов, Константин Дмитриевич          | 1974             | 29 декабря 2015        | ОНЗ              | д. г.-м. н.    | ИФВД РАН                                                                                                |    |
| 361 | Литвак, Максим Леонидович*чл-к          | 21 июля 1973     | 9 февраля 2016         | ОФН              | д. ф.-м. н.    | ИКИ РАН                                                                                                 | +  |
| 362 | Литвяков, Николай Васильевич            | 5 апреля 1972    | 26 апреля 2022         | ОМедН            | д. б. н.       | НИИ онкологии Томского НИМЦ                                                                             |    |
| 363 | Логашенко, Иван Борисович*чл-к          | 2 апреля 1972    | 26 апреля 2022         | ОФН              | д. ф.-м. н.    | ИЯФ СО РАН                                                                                              |    |
| 364 | Логинов, Евгений Леонидович             | 3 августа 1965   | 22 декабря 2015        | ООН              | д. э. н.       | ИПР РАН                                                                                                 |    |
| 365 | Ломанов, Александр Владимирович         | 11 февраля 1968  | 22 декабря 2015        | ОГПМО            | д. и. н.       | ИМЭМО РАН                                                                                               | +  |
| 366 | Ломиворотов, Владимир Владимирович*чл-к | 29 января 1977   | 19 января 2016         | ОМедН            | д. м. н.       | Новосибирский НИИ имени Е. Н. Мешалкина                                                                 |    |
| 367 | Лотов, Константин Владимирович          | 22 февраля 1971  | 24 апреля 2018         | ОФН              | д. ф.-м. н.    | Институт ядерной физики имени Г. И. Будкера СО РАН                                                      |    |
| 368 | Лохов, Пётр Генриевич                   | 1973             | 26 апреля 2022         | ОМедН            | д. б. н.       | ИБМХ им. Ореховича                                                                                      |    |
| 369 | Лохтин, Игорь Петрович                  | 3 августа 1970   | 24 апреля 2018         | ОФН              | д. ф.-м. н.    | НИИЯФ МГУ                                                                                               |    |
| 370 | Лукашев, Александр Николаевич*чл-к      | 25 марта 1977    | 19 января 2016         | ОМедН            | д. м. н.       | Сеченовский Университет                                                                                 |    |
| 371 | Лукин, Павел Владимирович               | 12 февраля 1973  | 12 апреля 2022         | ОИФН             | д. и. н.       | ИРИ РАН                                                                                                 |    |
| 372 | Лукоянов, Николай Юрьевич*ак            | 31 июля 1969     | 19 января 2016         | ОМН              | д. ф.-м. н.    | ИММ УрО РАН                                                                                             |    |
| 373 | Лукьянов, Константин Анатольевич*чл-к   | 18 марта 1970    | 19 января 2016         | ОБН              | д. б. н.       | ИБХ РАН                                                                                                 |    |
| 374 | Лукьянов, Сергей Александрович          | 8 сентября 1975  | 24 апреля 2018         | ОГПМО            | д. э. н.       | ГУУ |    |
| 375 | Лункин, Роман Николаевич                | 13 июня 1976     | 12 апреля 2022         | ОГПМО            | д. пол. н.     | Институт Европы РАН                                                                                     | +  |
| 376 | Лутовинов, Александр Анатольевич*чл-к   | 26 ноября 1971   | 9 февраля 2016         | ОФН              | д. ф.-м. н.    | ИКИ РАН                                                                                                 | +  |
| 377 | Лушников, Павел Михайлович              | 27 декабря 1968  | 24 апреля 2018         | ОФН              | д. ф.-м. н.    | ИТФ |    |
| 378 | Лысенко, Константин Александрович       | 31 мая 1973      | 9 февраля 2016         | ОХНМ             | д. х. н.       | МГУ |    |
| 379 | Люлин, Сергей Владимирович*чл-к         | 5 октября 1971   | 9 февраля 2016         | ОХНМ             | д. ф.-м. н.    | Институт высокомолекулярных соединений РАН                                                              |    |
| 380 | Люстров, Михаил Юрьевич                 | 1 января 1970    | 16 января 2016         | ОИФН             | д. фил. н.     | ИМЛИ РАН                                                                                                |    |
| 381 | Магомедова, Диана Султановна            | 5 октября 1977   | 12 апреля 2022         | ОСХН             | д. с.-х. н.    | ФАНЦ Республики Дагестан                                                                                |    |
| 382 | Мажуга, Александр Георгиевич            | 6 августа 1980   | 24 апреля 2018         | ОХНМ             | д. х. н.       | химфак МГУ                                                                                              |    |
| 383 | Майоров, Александр Евгеньевич           | 30 октября 1971  | 29 декабря 2015        | ОНЗ              | д. т. н.       | Институт угля СО РАН                                                                                    |    |
| 384 | Макаров, Александр Сергеевич            | 21 декабря 1982  | 24 апреля 2018         | ОНЗ              | д. г. н.       | ААНИИ                                                                                                   |    |
| 385 | Макаров, Дмитрий Игоревич               | 5 января 1971    | 24 апреля 2018         | ОФН              | д. ф.-м. н.    | Специальная астрофизическая обсерватория РАН                                                            |    |
| 386 | Максимов, Антон Львович*ак              | 29 июня 1970     | 9 февраля 2016         | ОХНМ             | д. х. н.       | МГУ |    |
| 387 | Малышев, Алексей Юрьевич                | 24 октября 1972  | 26 января 2016         | ОФФМ             | д. б. н.       | ИВНДиНФ РАН                                                                                             |    |
| 388 | Мальцев, Андрей Яковлевич               | 1972             | 19 января 2016         | ОМН              | д. ф.-м. н.    | Институт теоретической физики имени Л. Д. Ландау                                                        | +  |
| 389 | Мальчевский, Владимир Алексеевич        | 15 июля 1971     | 29 декабря 2015        | ОНЗ              | д. м. н.       | Тюменский научный центр СО РАН                                                                          |    |
| 390 | Малюкова, Людмила Степановна            | 1966             | 19 января 2016         | ОСХН             | д. б. н.       | Всероссийский НИИ цветоводства и субтропических культур                                                 |    |
| 391 | Малютин, Андрей Валерьевич              | 4 ноября 1975    | 19 января 2016         | ОМН              | д. ф.-м. н.    | ПОМИ РАН                                                                                                |    |
| 392 | Мамаев, Иван Сергеевич                  | 25 августа 1971  | 24 апреля 2018         | ОМН              | д. ф.-м. н.    | ИжГТУ                                                                                                   |    |
| 393 | Мантуров, Василий Олегович              | 25 мая 1979      | 19 января 2016         | ОМН              | д. ф.-м. н.    | МФТИ |    |
| 394 | Марданов, Андрей Владимирович           | 1983             | 24 апреля 2018         | ОБН              | д. б. н.       | ФИЦ «Фундаментальные основы биотехнологии» РАН                                                          |    |
| 395 | Марков, Александр Владимирович          | 24 октября 1965  | 19 января 2016         | ОБН              | д. б. н.       | МГУ |    |
| 396 | Мартиросян, Владимир Викторович         | 27 марта 1978    | 12 апреля 2022         | ОСХН             | д. т. н.       | НИИХП                                                                                                   |    |
| 397 | Мартынов, Александр Германович*чл-к     | 5 марта 1983     | 12 апреля 2022         | ОХНМ             | д. х. н.       | ИФХЭ РАН                                                                                                |    |
| 398 | Мартьянов, Олег Николаевич*чл-к         | 7 мая 1972       | 9 февраля 2016         | ОХНМ             | д. х. н.       | Институт катализа имени Г. К. Борескова СО РАН                                                          |    |
| 399 | Марченко, Вячеслав Вячеславович*чл-к    | 10 сентября 1970 | 24 апреля 2018         | ОСХН             | д. с.-х. н.    | «Ставропольская межобластная Лаборатория» Федеральной службы по ветеринарному и фитосанитарному надзору |    |
| 400 | Марченко, Михаил Александрович          | 4 июня 1973      | 24 апреля 2018         | ОМН              | д. ф.-м. н.    | ИВМиМГ СО РАН                                                                                           |    |
| 401 | Марчук, Игорь Владимирович              | 29 июля 1967     | 26 января 2016         | ОЭММПУ           | д. ф.-м. н.    | ИТ СО РАН                                                                                               |    |
| 402 | Маслова, Влада Вячеславовна*чл-к        | 21 декабря 1964  | 19 января 2016         | ОСХН             | д. э. н.       | Всероссийский НИИ экономики сельского хозяйства                                                         |    |
| 403 | Матафонова, Галина Георгиевна           | 1978             | 12 апреля 2022         | ОНЗ              | д. х. н.       | БИП СО РАН                                                                                              |    |
| 404 | Мацкеплишвили, Симон Теймуразович*ак    | 15 декабря 1972  | 26 января 2016         | ОФФМ             | д. м. н.       | МГУ |    |
| 405 | Машенцева, Наталья Геннадьевна          | 29 ноября 1977   | 19 января 2016         | ОСХН             | д. т. н.       | РОСИБИОТЕХ                                                                                              |    |
| 406 | Маянский, Николай Андреевич             |                  | 19 января 2016         | ОМедН            | д. м. н.       | НЦЗД РАМН                                                                                               |    |
| 407 | Медведский, Александр Леонидович        | 13 мая 1966      | 26 января 2016         | ОЭММПУ           | д. ф.-м. н.    | НИЦ Институт имени Н. Е. Жуковского                                                                     |    |
| 408 | Меняйло, Олег Владимирович              | 2 августа 1969   | 19 января 2016         | ОБН              | д. б. н.       | Институт леса СО РАН                                                                                    |    |
| 409 | Мерзликин, Александр Михайлович*чл-к    | 18 апреля 1977   | 26 апреля 2022         | ОЭММПУ           | д. ф.-м. н.    | ИТПЭ РАН                                                                                                |    |
| 410 | Метелкин, Дмитрий Васильевич*чл-к       | 13 октября 1972  | 29 декабря 2015        | ОНЗ              | д. г.-м. н.    | НГУ | +  |
| 411 | Мещеряков, Роман Валерьевич             | 30 октября 1974  | 9 февраля 2016         | ОНИТ             | д. т. н.       | ТГУСУиРЭ                                                                                                | +  |
| 412 | Мизюк, Роман Владимирович*чл-к          | 31 декабря 1972  | 9 февраля 2016         | ОФН              | д. ф.-м. н.    | ИТЭФ |    |
| 413 | Микляев, Пётр Сергеевич                 | 17 апреля 1975   | 29 декабря 2015        | ОНЗ              | д. г.-м. н.    | ИГЭ РАН                                                                                                 |    |
| 414 | Минина, Марина Геннадьевна              | 22 мая 1972      | 26 апреля 2022         | ОМедН            | д. м. н.       | НМИЦ трансплантологии и искусственных органов                                                           |    |
| 415 | Миронов, Андрей Евгеньевич*чл-к         | 17 октября 1974  | 19 января 2016         | ОМН              | д. ф.-м. н.    | ИМ СО РАН                                                                                               |    |
| 416 | Миронов, Владимир Витальевич            | 10 апреля 1979   | 19 января 2016         | ОСХН             | д. т. н.       | Всероссийский НИИ механизации животноводства                                                            |    |
| 417 | Мирошников, Сергей Александрович*чл-к   | 10 октября 1976  | 19 января 2016         | ОСХН             | д. б. н.       | Всероссийский НИИ мясного скотоводства                                                                  |    |
| 418 | Михайлов, Роман Валерьевич              | 2 октября 1978   | 19 января 2016         | ОМН              | д. ф.-м. н.    | СПбГУ                                                                                                   |    |
| 419 | Михайлушкин, Павел Валерьевич           | 10 марта 1977    | 12 апреля 2022         | ОСХН             | д. э. н.       | ФНЦ ВНИИЭСХ                                                                                             |    |
| 420 | Мовсесян, Рубен Рудольфович*чл-к        | 11 февраля 1968  | 19 января 2016         | ОМедН            | д. м. н.       | СПб ГБУЗ ДГМКСЦВМТ, СЗГМУ им. Мечникова                                                                 |    |
| 421 | Моисеев, Антон Кириллович               | 1973             | 12 апреля 2022         | ООН              | д. э. н.       | ИНП РАН                                                                                                 |    |
| 422 | Моисеев, Тихон Евгеньевич*чл-к          | 14 августа 1978  | 19 января 2016         | ОМН              | д. ф.-м. н.    | МГУ |    |
| 423 | Мокрышева, Наталья Георгиевна*ак        | 6 апреля 1970    | 24 апреля 2018         | ОМедН            | д. м. н.       | «НМИЦ эндокринологии»                                                                                   |    |
| 424 | Монахос, Сократ Григорьевич             | 12 декабря 1981  | 12 апреля 2022         | ОСХН             | д. с.-х. н.    | МСХА им. Тимирязева                                                                                     |    |
| 425 | Моргунов, Роман Борисович               | 25 февраля 1969  | 9 февраля 2016         | ОХНМ             | д. ф.-м. н.    | ИПХФ РАН                                                                                                |    |
| 426 | Москалёв, Алексей Александрович*чл-к    | 5 ноября 1976    | 19 января 2016         | ОБН              | д. б. н.       | Институт биологии Коми НЦ УрО РАН                                                                       |    |
| 427 | Московский, Максим Николаевич           | 26 мая 1974      | 24 апреля 2018         | ОСХН             | д. т. н.       | Агроинженерный Центр «ВИМ»                                                                              |    |
| 428 | Мошковский, Сергей Александрович        | 12 июня 1976     | 19 января 2016         | ОМедН            | д. б. н.       | Институт биомедицинской химии имени В. Н. Ореховича                                                     |    |
| 429 | Мудунов, Али Мурадович                  | 23 декабря 1975  | 24 апреля 2018         | ОМедН            | д. м. н.       | НМИЦ онкологии им. Блохина                                                                              |    |
| 430 | Мусаев, Эльмар Расимович*чл-к           | 20 июня 1971     | 26 января 2016         | ОФФМ             | д. м. н.       | Российский онкологический научный центр имени Н. Н. Блохина                                             |    |
| 431 | Мучной, Николай Юрьевич                 | 13 сентября 1970 | 9 февраля 2016         | ОФН              | д. ф.-м. н.    | ИЯФ СО РАН                                                                                              |    |
| 432 | Надежкин, Сергей Михайлович             | 29 августа 1966  | 19 января 2016         | ОСХН             | д. б. н.       | ВНИИССОК                                                                                                |    |
| 433 | Назаренко, Антон Герасимович*чл-к       | 30 марта 1976    | 19 января 2016         | ОМН чл-к:ОНИТ    | д. м. н.       | Волынская больница                                                                                      |    |
| 434 | Назаров, Виктор Борисович               | 22 сентября 1972 | 26 января 2016         | ОФФМ             | д. б. н.       | Федеральное медико-биологическое агентство                                                              |    |
| 435 | Назолин, Андрей Леонидович              | 29 марта 1972    | 26 января 2016         | ОЭММПУ           | д. т. н.       | МГТУ им. Н. Э. Баумана                                                                                  |    |
| 436 | Найден, Светлана Николаевна             | 15 февраля 1967  | 22 декабря 2015        | ООН              | д. э. н.       | ИЭИ ДВО РАН                                                                                             | +  |
| 437 | Найденко, Сергей Валериевич*чл-к        | 25 августа 1970  | 24 апреля 2018         | ОБН              | д. б. н.       | ИПЭЭРАН                                                                                                 | +  |
| 438 | Насибулин, Альберт Галийевич            | 23 марта 1972    | 24 апреля 2018         | ОНИТ             | д. т. н.       | Сколтех                                                                                                 |    |
| 439 | Наугольных, Сергей Владимирович         | 3 ноября 1967    | 29 декабря 2015        | ОНЗ              | д. г.-м. н.    | Геологический институт РАН                                                                              |    |
| 440 | Наумов, Андрей Витальевич*чл-к          | 13 ноября 1974   | 9 февраля 2016         | ОФН              | д. ф.-м. н.    | ИСАН | +  |
| 441 | Наумов, Игорь Владимирович              | 7 июля 1970      | 26 января 2016         | ОЭММПУ           | д. т. н.       | ИТ СО РАН                                                                                               |    |
| 442 | Неверов, Владимир Николаевич            | 16 октября 1970  | 9 февраля 2016         | ОНИТ             | д. ф.-м. н.    | ИФМ УрО РАН                                                                                             |    |
| 443 | Негребецкий, Вадим Витальевич           | 9 июня 1966      | 26 января 2016         | ОФФМ             | д. х. н.       | РНИМУ им. Н. И. Пирогова                                                                                |    |
| 444 | Некрасов, Игорь Александрович*чл-к      | 11 сентября 1976 | 9 февраля 2016         | ОФН              | д. ф.-м. н.    | ИЭФ УрО РАН                                                                                             |    |
| 445 | Некрасов, Никита Александрович          | 10 апреля 1973   | 9 февраля 2016         | ОФН              | PhD, к.ф.-м.н. | ИТЭФ |    |
| 446 | Некрасов, Роман Владимирович            | 9 апреля 1981    | 24 апреля 2018         | ОСХН             | д. с.-х. н.    | ВИЖ им. Эрнста                                                                                          |    |
| 447 | Ненайденко, Валентин Георгиевич*чл-к    | 9 июля 1967      | 9 февраля 2016         | ОХНМ             | д. х. н.       | МГУ |    |
| 448 | Нестик, Тимофей Александрович           | 29 апреля 1975   | 22 декабря 2015        | ООН              | д. психол. н.  | ИП РАН                                                                                                  | +  |
| 449 | Нехаев, Игорь Владимирович              |                  | 19 января 2016         | ОМедН            | д. м. н.       | Российский онкологический научный центр имени Н. Н. Блохина                                             |    |
| 450 | Нечаев, Михаил Сергеевич                | 1 августа 1978   | 9 февраля 2016         | ОХНМ             | д. х. н.       | ИНХС, МГУ                                                                                               |    |
| 451 | Нигматулин, Тагир Робертович            | 14 февраля 1969  | 26 января 2016         | ОЭММПУ           | PhD            | ИМАШ РАН                                                                                                |    |
| 452 | Нигматулина-Мащицкая, Карима Робертовна | 3 апреля 1984    | 19 января 2016         | ОМН              | PhD            | МФТИ |    |
| 453 | Нижников, Антон Александрович           | 3 августа 1987   | 12 апреля 2022         | ОСХН             | д. б. н.       | СПбГУ                                                                                                   |    |
| 454 | Никитин, Андрей Владимирович            | 30 марта 1966    | 9 февраля 2016         | ОФН              | д. ф.-м. н.    | ИОА СО РАН                                                                                              |    |
| 455 | Никифоров, Анатолий Викторович          | 1972             | 12 апреля 2022         | ОНЗ              | д. г.-м. н.    | ИГЕМ РАН                                                                                                |    |
| 456 | Николаев, Николай Станиславович         | 13 января 1975   | 26 апреля 2022         | ОМедН            | д. м. н.       | Федеральный центр травматологии, ортопедии и эндопротезирования                                         |    |
| 457 | Новенко, Елена Юрьевна                  | 27 января 1972   | 12 апреля 2022         | ОНЗ              | д. г. н.       | ИГРАН                                                                                                   |    |
| 458 | Новиков, Андрей Евгеньевич*чл-к         | 10 марта 1983    | 12 апреля 2022         | ОСХН             | д. т. н.       | ВНИИОЗ                                                                                                  |    |
| 459 | Новиков, Дмитрий Игоревич               | 29 января 1968   | 9 февраля 2016         | ОФН              | д. ф.-м. н.    | ФИАН |    |
| 460 | Новосёлова, Алёна Владимировна          | 1974             | 9 февраля 2016         | ОХНМ             | д. х. н.       | ИВТЭ УрО РАН                                                                                            | +  |
| 461 | Носов, Дмитрий Александрович            | 14 февраля 1967  | 26 января 2016         | ОФФМ             | д. м. н.       | Российский онкологический научный центр имени Н. Н. Блохина                                             |    |
| 462 | Носов, Михаил Александрович             | 27 сентября 1965 | 29 декабря 2015        | ОНЗ              | д. ф.-м. н.    | МГУ |    |
| 463 | Нуркова, Вероника Валерьевна            | 24 февраля 1974  | 12 апреля 2022         | ООН              | д. психол. н.  | ИП РАН                                                                                                  |    |
| 464 | Нырцов, Максим Валерьевич               | 5 сентября 1975  | 29 декабря 2015        | ОНЗ              | д. т. н.       | МГУ |    |
| 465 | Оганов, Артём Ромаевич                  | 3 марта 1975     | 29 декабря 2015        | ОНЗ              | д. ф.-м. н.    | Сколковский институт науки и технологий                                                                 |    |
| 466 | Огородов, Станислав Анатольевич         | 1 мая 1973       | 24 апреля 2018         | ОНЗ              | д. г. н.       | геофак МГУ                                                                                              |    |
| 467 | Орлов, Юрий Львович                     | 1967             | 19 января 2016         | ОБН              | д. б. н.       | Сеченовский Университет                                                                                 |    |
| 468 | Оселедец, Иван Валерьевич               | 6 июля 1983      | 26 апреля 2022         | ОМН              | д. ф.-м. н.    | Сколтех                                                                                                 |    |
| 469 | Осипов, Андреян Николаевич              | 9 октября 1969   | 26 января 2016         | ОФФМ             | д. б. н.       | Федеральный медицинский биофизический центр имени А. И. Бурназяна                                       |    |
| 470 | Осипов, Денис Васильевич                | 20 июня 1974     | 24 апреля 2018         | ОМН              | д. ф.-м. н.    | МИАН |    |
| 471 | Павлова, Галина Валериевна              | 14 октября 1967  | 19 января 2016         | ОМедН            | д. б. н.       | ИВНДиНФ РАН, НИИ им. Бурденко                                                                           | +  |
| 472 | Падучих, Дмитрий Викторович             |                  | 19 января 2016         | ОМН              | д. ф.-м. н.    | Институт математики и механики имени Н. Н. Красовского УрО РАН                                          |    |
| 473 | Палеев, Филипп Николаевич*чл-к          | 13 февраля 1974  | 19 января 2016         | ОМедН            | д. м. н.       | Московский областной научно-исследовательский клинический институт имени М. Ф. Владимирского            |    |
| 474 | Пальцева, Екатерина Михайловна          | 1978             | 26 января 2016         | ОФФМ             | д. м. н.       | Российский научный центр хирургии имени Б. В. Петровского                                               |    |
| 475 | Панин, Сергей Викторович*чл-к           | 26 сентября 1971 | 26 января 2016         | ОЭММПУ           | д. т. н.       | ИФПМ СО РАН                                                                                             |    |
| 476 | Панов, Алексей Валерьевич               | 24 января 1975   | 19 января 2016         | ОСХН             | д. б. н.       | ИАТЭ, Обнинск                                                                                           |    |
| 477 | Пантелеев, Михаил Александрович*чл-к    | 19 июля 1979     | 24 апреля 2018         | ОФФМ             | д. ф.-м. н.    | ЦТП ФХФ РАН                                                                                             |    |
| 478 | Панченко, Александр Александрович       | 14 апреля 1971   | 16 января 2016         | ОИФН             | д. фил. н.     | ИРЛИ РАН                                                                                                |    |
| 479 | Пархаев, Павел Юрьевич                  | 30 октября 1974  | 24 апреля 2018         | ОБН              | д. б. н.       | ПИН РАН                                                                                                 |    |
| 480 | Пахомов, Максим Александрович           | 23 апреля 1976   | 26 января 2016         | ОЭММПУ           | д. ф.-м. н.    | ИТ СО РАН                                                                                               |    |
| 481 | Пашков, Константин Анатольевич          | 28 августа 1976  | 26 апреля 2022         | ОМедН            | д. м. н.       | РосУниМед, НИИ общественного здоровья                                                                   |    |
| 482 | Пеков, Игорь Викторович*чл-к            | 16 марта 1967    | 29 декабря 2015        | ОНЗ              | д. г.-м. н.    | МГУ |    |
| 483 | Перунова, Наталья Борисовна             | 6 марта 1976     | 26 января 2016         | ОФФМ             | д. м. н.       | ИКВС УрО РАН                                                                                            |    |
| 484 | Перцов, Сергей Сергеевич*чл-к           | 9 августа 1969   | 19 января 2016         | ОМедН            | д. м. н.       | НИИ нормальной физиологии имени П. К. Анохина                                                           |    |
| 485 | Песков, Николай Юрьевич                 | 21 октября 1966  | 9 февраля 2016         | ОФН              | д. ф.-м. н.    | ИПФ РАН, ИЯФ СО РАН, ННГУ                                                                               |    |
| 486 | Петриков, Сергей Сергеевич*ак           | 16 мая 1974      | 19 января 2016         | ОМедН            | д. м. н.       | НИИ имени Склифосовского                                                                                |    |
| 487 | Печень, Александр Николаевич            | 26 января 1979   | 19 января 2016         | ОМН              | д. ф.-м. н.    | МИАН |    |
| 488 | Пименов, Николай Васильевич             | 6 ноября 1977    | 19 января 2016         | ОСХН             | д. б. н.       | Московская государственная академия ветеринарной медицины и биотехнологии имени К. И. Скрябина          | +  |
| 489 | Пинегина, Татьяна Константиновна        | 15 июля 1972     | 29 декабря 2015        | ОНЗ              | д. г.-м. н.    | Институт вулканологии и сейсмологии ДВО РАН                                                             |    |
| 490 | Пискунов, Александр Владимирович*чл-к   | 18 апреля 1975   | 9 февраля 2016         | ОХНМ             | д. х. н.       | Институт металлоорганической химии имени Г. А. Разуваева РАН                                            |    |
| 491 | Племяшов, Кирилл Владимирович*чл-к      | 6 июня 1974      | 19 января 2016         | ОСХН             | д. в. н.       | Всероссийский НИИ генетики и разведения сельскохозяйственных животных                                   |    |
| 492 | Плехов, Олег Анатольевич*чл-к           | 9 июля 1974      | 26 января 2016         | ОЭММПУ           | д. ф.-м. н.    | ПФИЦ УРО РАН                                                                                            |    |
| 493 | Плечов, Павел Юрьевич                   | 16 июля 1967     | 24 апреля 2018         | ОНЗ              | д. г.-м. н.    | Минмузей РАН                                                                                            |    |
| 494 | Плоскирева, Антонина Александровна      | 31 декабря 1973  | 26 апреля 2022         | ОМедН            | д. м. н.       | ЦНИИ эпидемиологии                                                                                      | +  |
| 495 | Плотников, Егор Юрьевич                 | 9 февраля 1980   | 19 января 2016         | ОБН              | д. б. н.       | МГУ, НИИ физико-химической биологии имени А. Н. Белозерского                                            |    |
| 496 | Поддельский, Андрей Игоревич            | 4 декабря 1978   | 9 февраля 2016         | ОХНМ             | д. х. н.       | Институт металлоорганической химии имени Г. А. Разуваева РАН                                            |    |
| 497 | Поддубный, Александр Никитич            | 23 августа 1985  | 24 апреля 2018         | ОФН              | д. ф.-м. н.    | ФТИ им. Иоффе РАН                                                                                       |    |
| 498 | Позябин, Сергей Владимирович*чл-к       | 28 мая 1977      | 12 апреля 2022         | ОСХН             | д. в. н.       | МГАВМиБ                                                                                                 |    |
| 499 | Полилов, Алексей Алексеевич*чл-к        | 22 июня 1981     | 19 января 2016         | ОБН              | д. б. н.       | МГУ |    |
| 500 | Полонский, Вадим Владимирович*чл-к      | 21 октября 1972  | 16 января 2016         | ОИФН             | д. фил. н.     | ИМЛИ РАН                                                                                                |    |
| 501 | Полоцкий, Алексей Александрович         | 20 февраля 1974  | 24 апреля 2018         | ОХНМ             | д. ф.-м. н.    | ИВС РАН                                                                                                 |    |
| 502 | Полухин, Андрей Александрович           | 20 января 1980   | 24 апреля 2018         | ОСХН             | д. э. н.       | Росинформагротех                                                                                        |    |
| 503 | Поляков, Александр Владимирович*чл-к    | 14 января 1966   | 19 января 2016         | ОМедН            | д. б. н.       | Медико-генетический научный центр РАМН                                                                  |    |
| 504 | Поляков, Андрей Владимирович            | 6 августа 1974   | 12 апреля 2022         | ОИФН             | д. и. н.       | ИИМК РАН                                                                                                |    |
| 505 | Полякова, Виктория Олеговна             | 27 мая 1978      | 26 января 2016         | ОФФМ             | д. б. н.       | НИИ акушерства, гинекологии и репродуктологии имени Д. О. Отта                                          |    |
| 506 | Попа, Александр Валентинович            | 30 августа 1966  | 26 января 2016         | ОФФМ             | д. м. н.       | Российский онкологический научный центр имени Н. Н. Блохина                                             |    |
| 507 | Попков, Дмитрий Арнольдович             | 10 марта 1972    | 24 апреля 2018         | ОМедН            | д. м. н.       | РНЦ «ВТО» им. Илизарова                                                                                 |    |
| 508 | Попов, Даниил Викторович                | 13 июля 1973     | 12 апреля 2022         | ОФФМ             | д. б. н.       | ГНЦ РФ ИМБП РАН                                                                                         | +  |
| 509 | Попов, Дмитрий Александрович            | 21 сентября 1977 | 26 апреля 2022         | ОМедН            | д. м. н.       | НМИЦ ССХ им. Бакулева                                                                                   |    |
| 510 | Попов, Сергей Борисович                 | 8 декабря 1971   | 9 февраля 2016         | ОФН              | д. ф.-м. н.    | ГАИШ |    |
| 511 | Попугаев, Константин Александрович*чл-к | 17 сентября 1977 | 26 апреля 2022         | ОМедН            | д. м. н.       | НИИ скорой помощи им. Склифосовского                                                                    |    |
| 512 | Потёмкин, Игорь Иванович                | 27 июня 1969     | 9 февраля 2016         | ОХНМ             | д. ф.-м. н.    | МГУ |    |
| 513 | Просеков, Александр Юрьевич*ак          | 1 мая 1976       | 19 января 2016         | ОСХН             | д. т. н.       | КемГУ                                                                                                   |    |
| 514 | Проскурнин, Михаил Алексеевич           | 19 июля 1967     | 9 февраля 2016         | ОХНМ             | д. х. н.       | МГУ |    |
| 515 | Протасов, Владимир Юрьевич*чл-к         | 19 октября 1970  | 19 января 2016         | ОМН              | д. ф.-м. н.    | МГУ |    |
| 516 | Прохоров, Михаил Дмитриевич             | 1968             | 9 февраля 2016         | ОНИТ             | д. ф.-м. н.    | ИРТиЭ РАН (Саратовский филиал)                                                                          |    |
| 517 | Прянишников, Александр Иванович*чл-к    | 5 сентября 1965  | 19 января 2016         | ОСХН             | д. с.-х. н.    | НИИ сельского хозяйства Юго-Востока                                                                     |    |
| 518 | Пушкарёв, Александр Борисович           | 3 июля 1975      | 9 февраля 2016         | ОФН              | д. ф.-м. н.    | КрАО |    |
| 519 | Пущина, Евгения Владиславовна           | 16 января 1977   | 19 января 2016         | ОБН              | д. б. н.       | ННЦМБ ДВО РАН                                                                                           |    |
| 520 | Пширков, Максим Сергеевич               | 1981             | 26 апреля 2022         | ОФН              | д. ф.-м. н.    | ГАИШ МГУ                                                                                                |    |
| 521 | Пышный, Дмитрий Владимирович*чл-к       | 1 августа 1969   | 19 января 2016         | ОБН              | д. х. н.       | Институт химической биологии и фундаментальной медицины                                                 |    |
| 522 | Пятаков, Александр Павлович             | 7 января 1978    | 9 февраля 2016         | ОФН              | д. ф.-м. н.    | МГУ |    |
| 523 | Пяткин, Артём Валерьевич                | 14 ноября 1973   | 19 января 2016         | ОМН              | д. ф.-м. н.    | Институт вычислительной математики и математической геофизики СО РАН                                    |    |
| 524 | Рагино, Юлия Игоревна*чл-к              | 16 апреля 1970   | 19 января 2016         | ОМедН            | д. м. н.       | НИИ терапии и профилактической медицины                                                                 |    |
| 525 | Радченко, Ольга Аркадьевна*чл-к         | 2 марта 1969     | 24 апреля 2018         | ОБН              | д. б. н.       | ИБПС ДВО РАН                                                                                            |    |
| 526 | Рамазанов, Ильфир Рифович               | 15 августа 1972  | 9 февраля 2016         | ОХНМ             | д. х. н.       | Институт нефтехимии и катализа РАН                                                                      |    |
| 527 | Рачина, Светлана Александровна          | 2 мая 1974       | 26 апреля 2022         | ОМедН            | д. м. н.       | Первый МГМУ им. Сеченова                                                                                |    |
| 528 | Ребриков, Денис Владимирович            | 28 мая 1976      | 24 апреля 2018         | ОМедН            | д. б. н.       | биофак МГУ                                                                                              |    |
| 529 | Репина, Ирина Анатольевна               | 21 июня 1967     | 29 декабря 2015        | ОНЗ              | д. ф.-м. н.    | Институт физики атмосферы имени А. М. Обухова РАН                                                       |    |
| 530 | Реутский, Вадим Николаевич              | 29 сентября 1972 | 12 апреля 2022         | ОНЗ              | д. г.-м. н.    | ИГМ СО РАН                                                                                              |    |
| 531 | Решмин, Сергей Александрович*чл-к       | 9 августа 1974   | 26 января 2016         | ОЭММПУ           | д. ф.-м. н.    | ИПМех РАН                                                                                               |    |
| 532 | Рогов, Михаил Алексеевич                | 1 августа 1975   | 12 апреля 2022         | ОНЗ              | д. г.-м. н.    | ГИН РАН                                                                                                 | +  |
| 533 | Родина, Анна Валерьевна                 | 1 августа 1967   | 24 апреля 2018         | ОФН              | д. ф.-м. н.    | ФТИ им. Иоффе РАН                                                                                       |    |
| 534 | Романенков, Владимир Аркадьевич         | 30 октября 1965  | 19 января 2016         | ОСХН             | д. б. н.       | Факультет почвоведения МГУ                                                                              |    |
| 535 | Ронжин, Андрей Леонидович               | 17 августа 1976  | 9 февраля 2016         | ОНИТ             | д. т. н.       | Санкт-Петербургский Федеральный исследовательский центр РАН                                             |    |
| 536 | Ростовцев, Роман Анатольевич*чл-к       | 23 апреля 1978   | 19 января 2016         | ОСХН             | д. т. н.       | ФНЦ лубяных культур                                                                                     |    |
| 537 | Рубина, Ксения Андреевна                | 1971             | 12 апреля 2022         | ОФФМ             | д. б. н.       | МГУ |    |
| 538 | Рубцов, Алексей Николаевич              | 1972             | 9 февраля 2016         | ОФН              | д. ф.-м. н.    | МГУ |    |
| 539 | Рубцов, Григорий Игоревич*чл-к          | 31 июля 1981     | 24 апреля 2018         | ОФН              | д. ф.-м. н.    | ИЯИ РАН                                                                                                 | +  |
| 540 | Румянцев, Сергей Александрович*чл-к     | 3 мая 1974       | 19 января 2016         | ОМедН            | д. м. н.       | ФНКЦ детской гематологии, онкологии и иммунологии                                                       |    |
| 541 | Рыбаков, Евгений Геннадиевич            | 1 апреля 1969    | 24 апреля 2018         | ОМедН            | д. м. н.       | ГНЦ Колопроктологии                                                                                     |    |
| 542 | Рыбникова, Елена Александровна          | 15 ноября 1972   | 12 апреля 2022         | ОФФМ             | д. б. н.       | ИФ им. Павлова РАН                                                                                      |    |
| 543 | Рыжкова, Дарья Викторовна               | 16 октября 1970  | 24 апреля 2018         | ОМедН            | д. м. н.       | НМИЦ им. Алмазова                                                                                       |    |
| 544 | Рыжова, Наталья Петровна                | 20 октября 1973  | 22 декабря 2015        | ООН              | д. э. н.       | ДВФУ |    |
| 545 | Рыхтик, Михаил Иванович                 | 23 марта 1971    | 24 апреля 2018         | ОГПМО            | д. пол. н.     | ННГУ |    |
| 546 | Рычкова, Любовь Владимировна*чл-к       | 14 августа 1970  | 19 января 2016         | ОМедН            | д. м. н.       | Научный центр проблем здоровья семьи и репродукции человека                                             |    |
| 547 | Рябов, Виктор Германович                | 1974             | 26 апреля 2022         | ОФН              | д. ф.-м. н.    | ПИЯФ |    |
| 548 | Савинов, Дмитрий Михайлович             | 4 октября 1975   | 16 января 2016         | ОИФН             | д. фил. н.     | ИРЯ РАН                                                                                                 |    |
| 549 | Садовничий, Дмитрий Николаевич*чл-к     | 24 августа 1966  | 9 февраля 2016         | ОХНМ             | д. т. н.       | ФЦДТ «Союз»                                                                                             |    |
| 550 | Сажин, Александр Вячеславович*чл-к      | 21 января 1973   | 19 января 2016         | ОМедН            | д. м. н.       | РНИМУ им. Н. И. Пирогова                                                                                |    |
| 551 | Сазонов, Сергей Юрьевич                 | 31 июля 1971     | 9 февраля 2016         | ОФН              | д. ф.-м. н.    | ИКИ РАН                                                                                                 |    |
| 552 | Салеева, Ирина Павловна*чл-к            | 21 июля 1968     | 19 января 2016         | ОСХН             | д. с.-х. н.    | Всероссийский научно-исследовательский и технологический институт птицеводства                          |    |
| 553 | Самойлов, Александр Сергеевич*чл-к      | 3 марта 1979     | 24 апреля 2018         | ОМедН            | д. м. н.       | ФМБЦ им. Бурназяна                                                                                      |    |
| 554 | Самочёрных, Константин Александрович    | 23 апреля 1976   | 26 апреля 2022         | ОМедН            | д. м. н.       | Российский нейрохирургический НИИ им. Поленова                                                          |    |
| 555 | Самсонов, Сергей Викторович             | 4 июня 1966      | 9 февраля 2016         | ОФН              | д. ф.-м. н.    | ИПФ РАН                                                                                                 |    |
| 556 | Санникова, Лариса Владимировна          | 17 мая 1970      | 24 апреля 2018         | ООН              | д. ю. н.       | ГАУГН                                                                                                   |    |
| 557 | Сапронова, Марина Анатольевна           | 1 июля 1968      | 22 декабря 2015        | ОГПМО            | д. и. н.       | МГИМО                                                                                                   |    |
| 558 | Сафонов, Олег Геннадьевич               | 30 марта 1973    | 29 декабря 2015        | ОНЗ              | д. г.-м. н.    | Институт экспериментальной минералогии РАН                                                              |    |
| 559 | Сачков, Михаил Евгеньевич               | 26 августа 1971  | 9 февраля 2016         | ОФН              | д. ф.-м. н.    | ИНАСАН                                                                                                  |    |
| 560 | Свистунов, Андрей Алексеевич*чл-к       | 29 ноября 1965   | 19 января 2016         | ОМедН            | д. м. н.       | 1-й МГМУ                                                                                                |    |
| 561 | Свитич, Оксана Анатольевна*ак           | 26 октября 1979  | 19 января 2016         | ОМедН            | д. м. н.       | НИИ вакцин и сывороток имени И. И. Мечникова                                                            |    |
| 562 | Селионова, Марина Ивановна              | 15 мая 1966      | 19 января 2016         | ОСХН             | д. б. н.       | Всероссийский НИИ овцеводства и козоводства                                                             |    |
| 563 | Сельвесюк, Николай Иванович             | 5 декабря 1972   | 24 апреля 2018         | ОЭММПУ           | д. т. н.       | ГосНИИАС                                                                                                |    |
| 564 | Семёнов, Владимир Анатольевич*ак        | 23 сентября 1972 | 29 декабря 2015        | ОНЗ              | д. ф.-м. н.    | Институт физики атмосферы имени А. М. Обухова РАН                                                       |    |
| 565 | Серба, Елена Михайловна*чл-к            | 20 июля 1972     | 19 января 2016         | ОСХН             | д. б. н.       | ВНИИПБТ – филиал ФИЦ питания и биотехнологии                                                            |    |
| 566 | Сергеев, Виталий Владимирович*чл-к      | 18 ноября 1971   | 26 января 2016         | ОЭММПУ           | д. т. н.       | ИПМех РАН                                                                                               |    |
| 567 | Сергиев, Пётр Владимирович*чл-к         | 3 сентября 1973  | 24 апреля 2018         | ОБН              | д. х. н.       | химфак МГУ                                                                                              |    |
| 568 | Сибирёв, Алексей Викторович*чл-к        | 9 декабря 1988   | 12 апреля 2022         | ОСХН             | д. т. н.       | ВИМ | +  |
| 569 | Сигалева, Елена Эдуардовна              | 12 декабря 1965  | 26 января 2016         | ОФФМ             | д. м. н.       | ИМБП РАН                                                                                                |    |
| 570 | Сидоров, Денис Николаевич               | 30 октября 1974  | 24 апреля 2018         | ОЭММПУ           | д. ф.-м. н.    | ИСЭМ СО РАН                                                                                             |    |
| 571 | Синдеев, Алексей Александрович          | 20 января 1974   | 22 декабря 2015        | ОГПМО            | д. и. н.       | ИЕ РАН                                                                                                  |    |
| 572 | Синеокая, Юлия Вадимовна*чл-к           | 1 марта 1969     | 22 декабря 2015        | ООН              | д. филос. н.   | ИФ РАН                                                                                                  |    |
| 573 | Синицын, Сергей Андреевич               | 1982             | 12 апреля 2022         | ООН              | д. ю. н.       | ИЗиСП                                                                                                   |    |
| 574 | Скалыга, Вадим Александрович            | 17 июня 1981     | 26 апреля 2022         | ОФН              | д. ф.-м. н.    | ИПФ РАН                                                                                                 |    |
| 575 | Скатова, Александра Анатольевна         | 1968             | 9 февраля 2016         | ОХНМ             | д. х. н.       | Институт металлоорганической химии имени Г. А. Разуваева РАН                                            |    |
| 576 | Сложенкина, Марина Ивановна*чл-к        | 25 января 1974   | 19 января 2016         | ОСХН             | д. б. н.       | Поволжский НИИ производства и переработки мясомолочной продукции                                        |    |
| 577 | Слюняев, Алексей Викторович*чл-к        | 28 января 1976   | 24 апреля 2018         | ОФН              | д. ф.-м. н.    | ИПФ РАН                                                                                                 |    |
| 578 | Смирнов, Дмитрий Алексеевич             | 15 октября 1977  | 9 февраля 2016         | ОНИТ             | д. ф.-м. н.    | ИРТиЭ РАН (Саратовский филиал)                                                                          |    |
| 579 | Собисевич, Алексей Леонидович*чл-к      | 18 ноября 1968   | 29 декабря 2015        | ОНЗ              | д. ф.-м. н.    | Институт физики Земли имени О. Ю. Шмидта РАН                                                            | +  |
| 580 | Соболевский, Андрей Николаевич          | 15 июля 1974     | 9 февраля 2016         | ОНИТ             | д. ф.-м. н.    | ИППИ РАН                                                                                                |    |
| 581 | Соколов, Дмитрий Дмитриевич*чл-к        | 15 сентября 1973 | 19 января 2016         | ОБН              | д. б. н.       | Тель-Авивский университет                                                                               |    |
| 582 | Соколов, Максим Наильевич               | 19 января 1967   | 9 февраля 2016         | ОХНМ             | д. х. н.       | Институт неорганической химии имени А. В. Николаева СО РАН                                              |    |
| 583 | Соколова, Ольга Сергеевна               | 8 февраля 1965   | 19 января 2016         | ОБН              | д. б. н.       | МГУ |    |
| 584 | Соколовский, Григорий Семёнович         | 28 ноября 1971   | 9 февраля 2016         | ОФН              | д. ф.-м. н.    | ФТИ им. Иоффе РАН                                                                                       |    |
| 585 | Солдатенко, Алексей Васильевич*ак       | 13 мая 1980      | 24 апреля 2018         | ОСХН             | д. с.-х. н.    | ФНЦО |    |
| 586 | Соловьёв, Александр Александрович       | 1 февраля 1970   | 19 января 2016         | ОСХН             | д. б. н.       | РГАУ |    |
| 587 | Соловьёв, Алексей Викторович            | 24 ноября 1971   | 29 декабря 2015        | ОНЗ              | д. г.-м. н.    | ВНИГНИ                                                                                                  |    |
| 588 | Соловьёв, Анатолий Александрович*чл-к   | 19 июня 1979     | 29 декабря 2015        | ОНЗ              | д. ф.-м. н.    | Геофизический центр РАН, ИФЗ РАН                                                                        |    |
| 589 | Соловьёв, Кирилл Андреевич              | 26 декабря 1978  | 16 января 2016         | ОИФН             | д. и. н.       | НИУ ВШЭ                                                                                                 |    |
| 590 | Староверов, Сергей Александрович        | 7 мая 1971       | 19 января 2016         | ОСХН             | д. б. н.       | Саратовский научно-исследовательский ветеринарный институт                                              |    |
| 591 | Старцева, Жанна Александровна           | 1974             | 19 января 2016         | ОМедН            | д. м. н.       | Томский НИИ онкологии                                                                                   |    |
| 592 | Стеблов, Григорий Михайлович            | 2 марта 1967     | 29 декабря 2015        | ОНЗ              | д. ф.-м. н.    | Институт физики Земли имени О. Ю. Шмидта РАН                                                            |    |
| 593 | Стенина, Ирина Александровна            | 1978             | 9 февраля 2016         | ОХНМ             | д. х. н.       | ИОНХ РАН                                                                                                |    |
| 594 | Степанов, Родион Александрович          | 14 января 1974   | 26 января 2016         | ОЭММПУ           | д. ф.-м. н.    | ИМСС УрО РАН                                                                                            |    |
| 595 | Степанова, Екатерина Андреевна          | 10 сентября 1973 | 22 декабря 2015        | ОГПМО            | д. пол. н.     | ИМЭМО РАН                                                                                               |    |
| 596 | Степанова, Инна Эдуардовна              | 1967             | 29 декабря 2015        | ОНЗ              | д. ф.-м. н.    | Институт физики Земли имени О. Ю. Шмидта РАН                                                            |    |
| 597 | Стефанов, Юрий Павлович                 | 15 июня 1966     | 29 декабря 2015        | ОНЗ              | д. ф.-м. н.    | ИНГГ СО РАН                                                                                             |    |
| 598 | Стефанович, Пётр Сергеевич              | 1 апреля 1974    | 16 января 2016         | ОИФН             | д. и. н.       | ВШЭ |    |
| 599 | Столбов, Михаил Иосифович               | 10 сентября 1982 | 22 декабря 2015        | ОГПМО            | д. э. н.       | МГИМО                                                                                                   |    |
| 600 | Стрельцов, Сергей Владимирович*чл-к     | 28 марта 1980    | 9 февраля 2016         | ОНИТ чл-к:ОФН    | д. ф.-м. н.    | ИФМ УрО РАН                                                                                             |    |
| 601 | Строкова, Валерия Валерьевна            | 24 февраля 1971  | 24 апреля 2018         | ОНЗ              | д. т. н.       | БГТУ им. Шухова                                                                                         |    |
| 602 | Строкова, Татьяна Викторовна            | 1 января 1967    | 19 января 2016         | ОМедН            | д. м. н.       | НИИ питания                                                                                             |    |
| 603 | Сулейманов, Эльхан Абдуллаевич          | 15 июля 1974     | 26 апреля 2022         | ОМедН            | д. м. н.       | НМИЦ радиологии, РУДН                                                                                   |    |
| 604 | Супонева, Наталья Александровна*чл-к    | 27 сентября 1976 | 24 апреля 2018         | ОМедН            | д. м. н.       | Научный центр неврологии                                                                                |    |
| 605 | Суровцев, Николай Владимирович*чл-к     | 14 сентября 1970 | 9 февраля 2016         | ОФН              | д. ф.-м. н.    | ИАиЭ СО РАН                                                                                             |    |
| 606 | Сыпало, Кирилл Иванович*чл-к            | 18 декабря 1970  | 26 января 2016         | ОЭММПУ           | д. т. н.       | НИЦ Институт имени Н. Е. Жуковского                                                                     |    |
| 607 | Сычёв, Дмитрий Алексеевич*ак            | 22 февраля 1975  | 19 января 2016         | ОМедН            | д. м. н.       | Российская медицинская академия последипломного образования                                             |    |
| 608 | Тамразова, Ольга Борисовна              | 1971             | 19 января 2016         | ОМедН            | д. м. н.       | Российский университет дружбы народов                                                                   |    |
| 609 | Тараканов, Роман Юрьевич                | 30 января 1974   | 29 декабря 2015        | ОНЗ              | д. ф.-м. н.    | Институт океанологии имени П. П. Ширшова РАН                                                            |    |
| 610 | Таран, Оксана Павловна                  | 10 июня 1967     | 9 февраля 2016         | ОХНМ             | д. х. н.       | ФИЦ КНЦ СО РАН                                                                                          | +  |
| 611 | Тарасенко, Сергей Анатольевич*чл-к      | 10 марта 1977    | 9 февраля 2016         | ОФН              | д. ф.-м. н.    | ФТИ им. Иоффе РАН                                                                                       |    |
| 612 | Татевосов, Сергей Георгиевич            | 14 декабря 1968  | 24 апреля 2018         | ОИФН             | д. фил. н.     | филфак МГУ                                                                                              |    |
| 613 | Тевяшова, Анна Николаевна               | 1978             | 26 апреля 2022         | ОМедН            | д. х. н.       | НИИ по изысканию новых антибиотиков им. Гаузе                                                           |    |
| 614 | Телегина, Жанна Анатольевна             | 26 января 1970   | 19 января 2016         | ОСХН             | д. э. н.       | РГАУ |    |
| 615 | Темерева, Елена Николаевна              | 26 марта 1976    | 19 января 2016         | ОБН              | д. б. н.       | МГУ |    |
| 616 | Терентьев, Александр Олегович*ак        | 14 марта 1973    | 9 февраля 2016         | ОХНМ             | д. х. н.       | ИОХ РАН                                                                                                 | +  |
| 617 | Терехов, Владимир Викторович            | 10 апреля 1973   | 26 января 2016         | ОЭММПУ           | д. ф.-м. н.    | ИТ СО РАН                                                                                               |    |
| 618 | Терещенко, Олег Евгеньевич              | 11 декабря 1971  | 24 апреля 2018         | ОНИТ             | д. ф.-м. н.    | ИФП СО РАН                                                                                              |    |
| 619 | Тихомиров, Дмитрий Анатольевич*чл-к     | 10 апреля 1966   | 19 января 2016         | ОСХН             | д. т. н.       | ВИМ |    |
| 620 | Тихоцкий, Сергей Андреевич*ак           | 13 августа 1972  | 29 декабря 2015        | ОНЗ              | д. ф.-м. н.    | Институт физики Земли имени О. Ю. Шмидта РАН                                                            |    |
| 621 | Токарев, Юрий Сергеевич                 | 14 мая 1977      | 24 апреля 2018         | ОСХН             | д. б. н.       | ВИЗР |    |
| 622 | Толбин, Александр Юрьевич               | 22 марта 1980    | 9 февраля 2016         | ОХНМ             | д. х. н.       | Институт физиологически активных веществ РАН                                                            |    |
| 623 | Торская, Елена Владимировна             |                  | 26 января 2016         | ОЭММПУ           | д. ф.-м. н.    | ИПМех РАН                                                                                               |    |
| 624 | Торубаев, Юрий Валентинович             | 6 марта 1973     | 9 февраля 2016         | ОХНМ             | д. х. н.       | ИОНХ РАН                                                                                                |    |
| 625 | Трахинин, Юрий Леонидович*чл-к          | 24 августа 1969  | 24 апреля 2018         | ОМН              | д. ф.-м. н.    | Институт математики им. С. Л. Соболева СО РАН                                                           |    |
| 626 | Трифонов, Владимир Александрович        | 27 декабря 1974  | 17 мая 2022            | ОБН              | д. б. н.       | ИМКБ СО РАН                                                                                             |    |
| 627 | Троицкий, Сергей Вадимович*чл-к         | 27 ноября 1971   | 9 февраля 2016         | ОФН              | д. ф.-м. н.    | ИЯИ РАН                                                                                                 |    |
| 628 | Трофимов, Александр Борисович           | 18 мая 1967      | 9 февраля 2016         | ОХНМ             | д. х. н.       | ИГУ |    |
| 629 | Трофимов, Дмитрий Юрьевич*чл-к          | 28 апреля 1970   | 26 января 2016         | ОФФМ чл-к:ОМедН  | д. б. н.       | Научный центр акушерства, гинекологии и перинатологии имени В. И. Кулакова                              |    |
| 630 | Трошина, Екатерина Анатольевна*чл-к     | 17 февраля 1969  | 19 января 2016         | ОМедН            | д. м. н.       | ЭНЦ |    |
| 631 | Туктаров, Айрат Рамилевич               | 11 октября 1981  | 9 февраля 2016         | ОХНМ             | д. х. н.       | Институт нефтехимии и катализа РАН                                                                      |    |
| 632 | Тулупов, Андрей Александрович*чл-к      | 21 января 1981   | 9 февраля 2016         | ОХНМ чл-к:ОМедН  | д. м. н.       | МТЦ СО РАН, аппарат СО РАН                                                                              |    |
| 633 | Турлапов, Андрей Вадимович*чл-к         | 23 декабря 1974  | 9 февраля 2016         | ОФН              | д. ф.-м. н.    | ИПФ РАН                                                                                                 |    |
| 634 | Тюрин, Николай Андреевич                | 9 февраля 1969   | 19 января 2016         | ОМН              | д. ф.-м. н.    | Объединённый институт ядерных исследований                                                              |    |
| 635 | Тютюма, Наталья Владимировна*чл-к       | 25 сентября 1975 | 19 января 2016         | ОСХН             | д. с.-х. н.    | Прикаспийский агарный федеральный научный центр РАН                                                     |    |
| 636 | Удут, Елена Владимировна                | 27 февраля 1976  | 19 января 2016         | ОМедН            | д. м. н.       | НИИ фармакологии и регенеративной медицины имени Е. Д. Гольдберга                                       |    |
| 637 | Упадышев, Михаил Тарьевич*чл-к          | 28 августа 1966  | 19 января 2016         | ОСХН             | д. с.-х. н.    | МСХА |    |
| 638 | Усачёв, Андрей Сергеевич                | 17 марта 1978    | 16 января 2016         | ОИФН             | д. и. н.       | РГГУ | +  |
| 639 | Успенский, Фёдор Борисович*чл-к         | 22 февраля 1970  | 16 января 2016         | ОИФН             | д. фил. н.     | ИСл РАН                                                                                                 |    |
| 640 | Устинов, Алексей Владимирович           | 7 октября 1973   | 19 января 2016         | ОМН              | д. ф.-м. н.    | НИУ ВШЭ                                                                                                 |    |
| 641 | Фадеев, Валентин Викторович*чл-к        | 26 февраля 1973  | 19 января 2016         | ОМедН            | д. м. н.       | 1-й МГМУ                                                                                                |    |
| 642 | Феденко, Александр Александрович*чл-к   | 31 июля 1977     | 12 апреля 2022         | ОФФМ             | д. м. н.       | НМИЦ радиологии                                                                                         | +  |
| 643 | Федин, Матвей Владимирович*чл-к         | 11 марта 1977    | 9 февраля 2016         | ОХНМ             | д. ф.-м. н.    | Международный томографический центр СО РАН                                                              |    |
| 644 | Фёдоров, Алексей Юрьевич*чл-к           | 5 сентября 1971  | 24 апреля 2018         | ОХНМ             | д. х. н.       | ННГУ |    |
| 645 | Федотова, Надежда Николаевна            | 1975             | 24 апреля 2018         | ОГПМО            | д. соц. н.     | МГИМО                                                                                                   |    |
| 646 | Федулова, Лилия Вячеславовна            | 11 января 1984   | 12 апреля 2022         | ОСХН             | д. т. н.       | ВНИИМП им. Горбатова                                                                                    |    |
| 647 | Федяева, Оксана Николаевна              |                  | 24 апреля 2018         | ОЭММПУ           | д. х. н.       | ИТ СО РАН                                                                                               |    |
| 648 | Федянин, Андрей Анатольевич*чл-к        | 20 июля 1973     | 9 февраля 2016         | ОФН              | д. ф.-м. н.    | МГУ |    |
| 649 | Фишман, Леонид Гершевич                 | 26 ноября 1971   | 22 декабря 2015        | ООН              | д. пол. н.     | ИФиП УрО РАН                                                                                            |    |
| 650 | Фомин, Дмитрий Кириллович               | 17 октября 1971  | 24 апреля 2018         | ОМедН            | д. м. н.       | РНИМУ им. Н. И. Пирогова                                                                                |    |
| 651 | Фукин, Георгий Константинович           | 3 июня 1967      | 9 февраля 2016         | ОХНМ             | д. х. н.       | Институт металлоорганической химии имени Г. А. Разуваева РАН                                            |    |
| 652 | Хаванова, Ольга Владимировна            | 6 марта 1967     | 16 января 2016         | ОИФН             | д. и. н.       | ИСл РАН                                                                                                 |    |
| 653 | Ханов, Нартмир Владимирович             | 5 февраля 1966   | 19 января 2016         | ОСХН             | д. т. н.       | РГАУ |    |
| 654 | Харитонов, Дмитрий Владимирович         | 26 сентября 1972 | 19 января 2016         | ОСХН             | д. т. н.       | ВНИМИ                                                                                                   |    |
| 655 | Хачай, Михаил Юрьевич*чл-к              | 25 декабря 1970  | 19 января 2016         | ОМН              | д. ф.-м. н.    | Институт математики и механики УрО РАН                                                                  | +  |
| 656 | Хейфец, Виктор Лазаревич                | 4 октября 1972   | 22 декабря 2015        | ОГПМО            | д. и. н.       | СПбГУ                                                                                                   |    |
| 657 | Хлебников, Михаил Владимирович          | 13 июля 1973     | 26 января 2016         | ОЭММПУ           | д. ф.-м. н.    | ИПУ РАН                                                                                                 |    |
| 658 | Хлесткина, Елена Константиновна*чл-к    | 16 апреля 1975   | 19 января 2016         | ОБН чл-к:ОСХН    | д. б. н.       | ВИР |    |
| 659 | Хоробрых, Татьяна Витальевна            | 6 декабря 1968   | 19 января 2016         | ОМедН            | д. м. н.       | 1-й МГМУ                                                                                                |    |
| 660 | Хренова, Мария Григорьевна              | 26 сентября 1986 | 26 апреля 2022         | ОМедН            | д. ф.-м. н.    | ФИЦ «Фундаментальные основы биотехнологии» РАН                                                          |    |
| 661 | Христофоров, Игорь Анатольевич          | 19 мая 1970      | 16 января 2016         | ОИФН             | д. и. н.       | ВШЭ |    |
| 662 | Хромых, Сергей Владимирович             | 10 октября 1979  | 12 апреля 2022         | ОНЗ              | д. г.-м. н.    | ИГМ СО РАН                                                                                              |    |
| 663 | Хрусталёв, Виктор Николаевич            | 9 мая 1968       | 24 апреля 2018         | ОХНМ             | д. х. н.       | РУДН |    |
| 664 | Чарчян, Эдуард Рафаэлович*чл-к          | 9 мая 1978       | 19 января 2016         | ОМедН            | д. м. н.       | Российский научный центр хирургии имени академика Б. В. Петровского                                     |    |
| 665 | Чекменёв, Эдуард Юрьевич                | 15 июня 1977     | 9 февраля 2016         | ОХНМ             | PhD, к.х.н.    | Университет Вандербильта (США)                                                                          |    |
| 666 | Черкасов, Сергей Викторович*ак          | 10 июля 1971     | 26 января 2016         | ОФФМ             | д. м. н.       | ИКиВКС УрО РАН                                                                                          |    |
| 667 | Черникова, Елена Вячеславовна           | 19 мая 1971      | 9 февраля 2016         | ОХНМ             | д. х. н.       | МГУ | +  |
| 668 | Чернов, Андрей Александрович            | 22 ноября 1977   | 26 января 2016         | ОЭММПУ           | д. ф.-м. н.    | ИТ СО РАН                                                                                               |    |
| 669 | Черногор, Николай Николаевич            | 5 августа 1972   | 24 апреля 2018         | ООН              | д. ю. н.       | ИЗиСП                                                                                                   | +  |
| 670 | Черных, Александр Васильевич*чл-к       | 9 декабря 1973   | 16 января 2016         | ОИФН             | д. и. н.       | ПНЦ УрО РАН                                                                                             |    |
| 671 | Чернышев, Виктор Михайлович             | 1974             | 12 апреля 2022         | ОХНМ             | д. х. н.       | Сколтех                                                                                                 |    |
| 672 | Чернышова, Алёна Леонидовна             | 27 февраля 1971  | 24 апреля 2018         | ОМедН            | д. м. н.       | Томский НИИ онкологии                                                                                   |    |
| 673 | Чимитдоржиев, Тумэн Намжилович          | 9 января 1969    | 29 декабря 2015        | ОНЗ              | д. т. н.       | Институт физического материаловедения СО РАН                                                            |    |
| 674 | Чудаков, Дмитрий Михайлович*чл-к        | 13 сентября 1978 | 19 января 2016         | ОБН чл-к:ОМедН   | д. б. н.       | ИБХ РАН                                                                                                 |    |
| 675 | Чукичева, Ирина Юрьевна                 | 16 ноября 1967   | 9 февраля 2016         | ОХНМ             | д. х. н.       | Институт химии Коми НЦ УрО РАН                                                                          |    |
| 676 | Чурин, Алексей Александрович            | 1972             | 26 апреля 2022         | ОМедН            | д. м. н.       | НИИФиРМ им. Гольдберга Томского НИМЦ                                                                    |    |
| 677 | Чуркин, Дмитрий Владимирович            | 31 мая 1980      | 26 апреля 2022         | ОФН              | д. ф.-м. н.    | НГУ |    |
| 678 | Чучева, Галина Викторовна               | 14 февраля 1966  | 9 февраля 2016         | ОНИТ             | д. ф.-м. н.    | ИРТиЭ РАН (Фрязинский филиал)                                                                           | +  |
| 679 | Шадрина, Жанна Александровна            | 1975             | 12 апреля 2022         | ОСХН             | д. э. н.       | СК ФНЦ СВВ                                                                                              |    |
| 680 | Шайтан, Алексей Константинович*чл-к     | 18 ноября 1984   | 17 мая 2022            | ОБН              | д. ф.-м. н.    | МГУ |    |
| 681 | Шамсутдинов, Нариман Зебриевич          | 1 апреля 1968    | 19 января 2016         | ОСХН             | д. б. н.       | ВНИИГМ имени А. Н. Костякова                                                                            |    |
| 682 | Шапиро, Николай Михайлович              | 1967             | 29 декабря 2015        | ОНЗ              | д. ф.-м. н.    | Парижский институт физики Земли                                                                         |    |
| 683 | Шапкин, Михаил Михайлович               | 1966             | 9 февраля 2016         | ОФН              | д. ф.-м. н.    | ИФВЭ |    |
| 684 | Шаробаро, Валентин Ильич                | 20 апреля 1974   | 19 января 2016         | ОМедН            | д. м. н.       | Сеченовский Университет                                                                                 |    |
| 685 | Шарова, Наталья Юрьевна                 | 1967             | 19 января 2016         | ОСХН             | д. т. н.       | Всероссийский НИИ пищевых добавок                                                                       |    |
| 686 | Шацкий, Антон Фарисович*чл-к            | 22 июня 1976     | 29 декабря 2015        | ОНЗ              | д. г.-м. н.    | Институт геологии и минералогии имени В. С. Соболева СО РАН                                             |    |
| 687 | Шевченко, Алексей Олегович*чл-к         | 9 сентября 1972  | 19 января 2016         | ОМедН            | д. м. н.       | ФНЦ трансплантологии и искусственных органов имени академика В. И. Шумакова                             |    |
| 688 | Шейнерман, Александр Григорьевич        | 30 апреля 1977   | 26 апреля 2022         | ОЭММПУ           | д. ф.-м. н.    | ИПМаш РАН                                                                                               |    |
| 689 | Шенкарёв, Захар Олегович                | 2 апреля 1976    | 24 апреля 2018         | ОБН              | д. ф.-м. н.    | ИБХ РАН                                                                                                 |    |
| 690 | Шестаков, Олег Владимирович             | 4 декабря 1976   | 26 апреля 2022         | ОНИТ             | д. ф.-м. н.    | МГУ |    |
| 691 | Шидловский, Юлий Валерьевич             | 17 апреля 1979   | 19 января 2016         | ОБН              | д. б. н.       | ИБГ РАН                                                                                                 |    |
| 692 | Шилов, Илья Александрович               | 2 июля 1969      | 19 января 2016         | ОСХН             | д. б. н.       | Всероссийский институт сельскохозяйственной биотехнологии                                               |    |
| 693 | Широв, Александр Александрович*чл-к     | 9 февраля 1975   | 24 апреля 2018         | ООН              | д. э. н.       | ИНП РАН                                                                                                 |    |
| 694 | Широков, Максим Евгеньевич              | 17 апреля 1968   | 19 января 2016         | ОМН              | д. ф.-м. н.    | МИАН |    |
| 695 | Ширяев, Андрей Альбертович              | 15 апреля 1973   | 9 февраля 2016         | ОХНМ             | д. х. н.       | ИФХиЭХ РАН                                                                                              |    |
| 696 | Ширяев, Олег Борисович                  | 21 апреля 1967   | 9 февраля 2016         | ОФН              | д. ф.-м. н.    | ИОФ РАН                                                                                                 |    |
| 697 | Шишаев, Максим Геннадьевич              | 28 сентября 1970 | 9 февраля 2016         | ОНИТ             | д. т. н.       | Институт информатики и математического моделирования технологических процессов КНЦ РАН                  |    |
| 698 | Шишацкая, Екатерина Игоревна            | 18 октября 1974  | 19 января 2016         | ОБН              | д. б. н.       | Институт биофизики СО РАН                                                                               |    |
| 699 | Шишленин, Максим Александрович          | 25 ноября 1977   | 26 апреля 2022         | ОМН              | д. ф.-м. н.    | ИМ СО РАН                                                                                               |    |
| 700 | Шкредов, Илья Дмитриевич*чл-к           | 17 июня 1980     | 19 января 2016         | ОМН              | д. ф.-м. н.    | МИАН |    |
| 701 | Шмаков, Роман Георгиевич                | 26 ноября 1973   | 24 апреля 2018         | ОМедН            | д. м. н.       | ГБУЗ МО МОНИИАГ                                                                                         |    |
| 702 | Шматков, Антон Михайлович               | 1969             | 24 апреля 2018         | ОЭММПУ           | д. ф.-м. н.    | ИПМех РАН                                                                                               |    |
| 703 | Шурыгина, Ирина Александровна           | 27 мая 1967      | 19 января 2016         | ОМедН            | д. м. н.       | Иркутский научный центр хирургии и травматологии                                                        |    |
| 704 | Щекотихин, Андрей Егорович              | 30 июня 1971     | 19 января 2016         | ОМедН            | д. х. н.       | НИИ по изысканию новых антибиотиков имени Г. Ф. Гаузе                                                   |    |
| 705 | Щербина, Анна Юрьевна                   | 12 ноября 1969   | 24 апреля 2018         | ОМедН            | д. м. н.       | НМИЦ ДГОИ им. Дмитрия Рогачева                                                                          |    |
| 706 | Юрков, Глеб Юрьевич                     | 16 октября 1976  | 9 февраля 2016         | ОХНМ             | д. т. н.       | Росатом                                                                                                 |    |
| 707 | Юров, Иван Юрьевич*чл-к                 | 24 сентября 1981 | 24 апреля 2018         | ОМедН            | д. б. н.       | НЦПЗ |    |
| 708 | Яковлев, Виктор Борисович               | 31 марта 1966    | 9 февраля 2016         | ОНИТ             | д. ф.-м. н.    | ИНМЭ РАН                                                                                                |    |
| 709 | Янбых, Рената Геннадьевна*чл-к          | 15 сентября 1966 | 19 января 2016         | ОСХН             | д. э. н.       | ВШЭ |    |
| 710 | Ярашева, Азиза Викторовна               | 22 января 1967   | 22 декабря 2015        | ООН              | д. э. н.       | ИСЭПН РАН                                                                                               |    |
| 711 | Яркова, Милада Альнордовна              | 3 августа 1968   | 26 января 2016         | ОФФМ             | д. м. н.       | НИИ фармакологии имени В. В. Закусова РАМН                                                              |    |
| 712 | Ярмолинская, Мария Игоревна             | 1968             | 19 января 2016         | ОМедН            | д. м. н.       | НИИ акушерства, гинекологии и репродуктологии имени Д. О. Отта                                          |    |
| 713 | Яхваров, Дмитрий Григорьевич*чл-к       | 3 апреля 1974    | 9 февраля 2016         | ОХНМ             | д. х. н.       | ИОиФХ КазНЦ РАН                                                                                         |    |

Примечание 1: У профессоров, в настоящее время входящих в Координационный совет, стоит «+» в последней колонке.

Примечание 2: Пометка ЧК или АК означает, что профессор уже избран членкором или академиком.

Примечание 3: Указано Отделение, по которому учёный был избран профессором РАН (позднее он мог стать членкором или академиком как по тому же, так и по другому — в последнем случае это другое указано мелким шрифтом в колонке «Отделение»).

## Ушедшие из жизни профессора РАН
6 профессоров РАН завершили жизненный путь:
1. О. П. Балановский (ОБН)
2. К. Л. Иванов (ОХНМ)
3. М. Ю. Красавин (ОХНМ)
4. В. Н. Попов (ОСХН)
5. М. Г. Ревнивцев (ОФН)
6. И. В. Ткаченко (ОНЗ)

### Комментарии
1. 1 2 3 4 5 6 7 8 9 10 11 12 13 14 15 16 17 18 19 20 21 22 23 24 25 26 27 28 29 30 31  Действительный член (академик) РАН.
2. 1 2 3 4 5 6 7 8 9 10 11 12 13 14 15 16 17 18 19 20 21 22 23 24 25 26 27 28 29 30 31 32 33 34 35 36 37 38 39 40 41 42 43 44 45 46 47 48 49 50 51 52 53 54 55 56 57 58 59 60 61 62 63 64 65 66 67 68 69 70 71 72 73 74 75 76 77 78 79 80 81 82 83 84 85 86 87 88 89 90 91 92 93 94 95 96 97 98 99 100 101 102 103 104 105 106 107 108 109 110 111 112 113 114 115 116 117 118 119 120 121 122 123 124 125 126 127 128 129 130 131 132 133 134 135 136 137 138 139 140 141 142 143 144 145 146 147 148 149 150 151 152 153 154 155 156 157 158 159 160 161 162 163 164 165 166 167 168 169 170 171 172 173 174 175 176 177 178 179 180 181 182 183 184 185 186 187 188  Член-корреспондент РАН.
3. ↑  Член-корреспондент РАО